# Elezioni amministrative in Italia del 2001
Le elezioni amministrative in Italia del 2001 si sono tenute il 13 maggio (primo turno) e il 27 maggio (secondo turno).
In Friuli-Venezia Giulia le elezioni si sono tenute il 10 giugno (primo turno) e il 24 giugno (secondo turno).
In Sicilia le elezioni si sono tenute il 25 novembre (primo turno) e il 9 dicembre (secondo turno).

## Elezioni comunali

### Piemonte

#### Novara
|                                | Massimo Giordano ✔️ Sindaco | 34 155               | 50,76 | Forza Italia                         | 17 376 | 32,12 | 16 |  |  |
| Alleanza Nazionale             | Massimo Giordano ✔️ Sindaco | 34 155               | 50,76 | 6 229                                | 11,51  | 5     |    |  |  |
| Lega Nord                      | Massimo Giordano ✔️ Sindaco | 34 155               | 50,76 | 2 267                                | 4,19   | 2     |    |  |  |
| CCD - CDU                      | Massimo Giordano ✔️ Sindaco | 34 155               | 50,76 | 1 812                                | 3,35   | 1     |    |  |  |
| Nuovo PSI                      | Massimo Giordano ✔️ Sindaco | 34 155               | 50,76 | 433                                  | 0,80   | –     |    |  |  |
| Lista Anna Uberti              | Massimo Giordano ✔️ Sindaco | 34 155               | 50,76 | 188                                  | 0,35   | –     |    |  |  |
|                                | Antonio Malerba             | 20 083               | 29,85 | Democratici di Sinistra              | 10 147 | 18,76 | 7  |  |  |
| La Margherita - SDI            | Antonio Malerba             | 20 083               | 29,85 | 4 074                                | 7,53   | 3     |    |  |  |
| Partito dei Comunisti Italiani | Antonio Malerba             | 20 083               | 29,85 | 639                                  | 1,18   | –     |    |  |  |
| Seggio di coalizione           | Seggio di coalizione        | Seggio di coalizione | 29,85 | 1                                    |        |       |    |  |  |
|                                | Enrico Nerviani             | 5 269                | 7,83  | Città Nuova                          | 4 154  | 7,68  | 2  |  |  |
| Seggio di coalizione           | Seggio di coalizione        | Seggio di coalizione | 7,83  | 1                                    |        |       |    |  |  |
|                                | Bruno Lattanzi              | 3 741                | 5,56  | Partito della Rifondazione Comunista | 3 296  | 6,09  | 1  |  |  |
| Seggio di coalizione           | Seggio di coalizione        | Seggio di coalizione | 5,56  | 1                                    |        |       |    |  |  |
|                                | Gian Battista Ronza         | 1 738                | 2,58  | Italia dei Valori                    | 1 541  | 2,85  | –  |  |  |
|                                | Alberto Pacelli             | 1 701                | 2,53  | Idee per Novara                      | 1 390  | 2,57  | –  |  |  |
|                                | Giancarlo Travagin          | 602                  | 0,89  | Rinascita della Democrazia Cristiana | 552    | 1,02  | –  |  |  |
| Totale                         | Totale                      | 67 289               | 100   |                                      | 54 098 | 100   | 40 |  |  |
|                                |                             |                      |       |                                      |        |       |    |  |  |
| Fonte: Ministero dell'interno  |                             |                      |       |                                      |        |       |    |  |  |

#### Torino
| Candidati                           | Candidati                     | II turno             | II turno          | I turno | I turno | Liste                                | Voti    | %     | Seggi |
| Candidati                           | Candidati                     | Voti                 | %                 | Voti    | %       | Liste                                | Voti    | %     | Seggi |
| ----------------------------------- | ----------------------------- | -------------------- | ----------------- | ------- | ------- | ------------------------------------ | ------- | ----- | ----- |
|                                     | Sergio Chiamparino ✔️ Sindaco | 285 991              | 52,82             | 269 435 | 44,90   | La Margherita - Alleanza per Torino  | 88 382  | 18,43 | 14    |
| Democratici di Sinistra             | Sergio Chiamparino ✔️ Sindaco | 285 991              | 52,82             | 269 435 | 44,90   | 80 759                               | 16,84   | 13    |       |
| Partito dei Comunisti Italiani      | Sergio Chiamparino ✔️ Sindaco | 285 991              | 52,82             | 269 435 | 44,90   | 12 274                               | 2,56    | 2     |       |
| Federazione dei Verdi               | Sergio Chiamparino ✔️ Sindaco | 285 991              | 52,82             | 269 435 | 44,90   | 6 356                                | 1,33    | 1     |       |
| Socialisti Democratici Italiani     | Sergio Chiamparino ✔️ Sindaco | 285 991              | 52,82             | 269 435 | 44,90   | 4 558                                | 0,95    | –     |       |
| Pensionati Torino                   | Sergio Chiamparino ✔️ Sindaco | 285 991              | 52,82             | 269 435 | 44,90   | 2 491                                | 0,52    | –     |       |
|                                     | Roberto Rosso                 | 255 450              | 47,18             | 266 704 | 44,44   | Forza Italia                         | 154 773 | 32,27 | 14    |
| Alleanza Nazionale                  | Roberto Rosso                 | 255 450              | 47,18             | 266 704 | 44,44   | 37 413                               | 7,80    | 3     |       |
| Lega Nord                           | Roberto Rosso                 | 255 450              | 47,18             | 266 704 | 44,44   | 11 259                               | 2,35    | 1     |       |
| CCD - CDU                           | Roberto Rosso                 | 255 450              | 47,18             | 266 704 | 44,44   | 8 986                                | 1,87    | –     |       |
| Nuovo PSI                           | Roberto Rosso                 | 255 450              | 47,18             | 266 704 | 44,44   | 4 327                                | 0,90    | –     |       |
| Verdi Verdi                         | Roberto Rosso                 | 255 450              | 47,18             | 266 704 | 44,44   | 4 067                                | 0,85    | –     |       |
| Partito Pensionati                  | Roberto Rosso                 | 255 450              | 47,18             | 266 704 | 44,44   | 2 278                                | 0,47    | –     |       |
| Noi per Torino                      | Roberto Rosso                 | 255 450              | 47,18             | 266 704 | 44,44   | 1 610                                | 0,34    | –     |       |
| Partito Liberale                    | Roberto Rosso                 | 255 450              | 47,18             | 266 704 | 44,44   | 1 607                                | 0,34    | –     |       |
| Comitati per la Rinascita di Torino | Roberto Rosso                 | 255 450              | 47,18             | 266 704 | 44,44   | 994                                  | 0,21    | –     |       |
| Movimento Federativo Italiano       | Roberto Rosso                 | 255 450              | 47,18             | 266 704 | 44,44   | 640                                  | 0,13    | –     |       |
| Seggio di coalizione                | Seggio di coalizione          | Seggio di coalizione | 47,18             | 266 704 | 44,44   | 1                                    |         |       |       |
|                                     | Marilde Provera               | Marilde Provera      | Marilde Provera   | 18 431  | 3,07    | Partito della Rifondazione Comunista | 17 002  | 3,54  | –     |
| Seggio di coalizione                | Seggio di coalizione          | Seggio di coalizione | Marilde Provera   | 18 431  | 3,07    | 1                                    |         |       |       |
|                                     | Andrea Buquicchio             | Andrea Buquicchio    | Andrea Buquicchio | 14 145  | 2,36    | Italia dei Valori                    | 13 084  | 2,73  | –     |
|                                     | Gianfranco Rosso              | Gianfranco Rosso     | Gianfranco Rosso  | 13 362  | 2,23    | Comitato Torino Libera               | 10 993  | 2,29  | –     |
|                                     | Silvio Viale                  | Silvio Viale         | Silvio Viale      | 9 071   | 1,51    | Lista Emma Bonino                    | 7 765   | 1,62  | –     |
|                                     | Paolo Ferraris                | Paolo Ferraris       | Paolo Ferraris    | 3 585   | 0,60    | Democrazia Europea                   | 3 230   | 0,67  | –     |
|                                     | Giorgio Bissacco              | Giorgio Bissacco     | Giorgio Bissacco  | 2 763   | 0,46    | Fiamma Tricolore                     | 2 465   | 0,51  | –     |
|                                     | Liliana Cavallo               | Liliana Cavallo      | Liliana Cavallo   | 1 095   | 0,18    | Pensionati per l'Europa              | 950     | 0,20  | –     |
|                                     | Paola Balestra                | Paola Balestra       | Paola Balestra    | 932     | 0,16    | Partito Umanista                     | 776     | 0,16  | –     |
|                                     | Eugenio Gastaldi              | Eugenio Gastaldi     | Eugenio Gastaldi  | 593     | 0,10    | Socialismo Liberale Progressista     | 600     | 0,13  | –     |
| Totale                              | Totale                        | 541 441              | 100               | 600 116 | 100     |                                      | 479 639 | 100   | 50    |
|                                     |                               |                      |                   |         |         |                                      |         |       |       |
| Fonte: Ministero dell'interno       |                               |                      |                   |         |         |                                      |         |       |       |

### Lombardia

#### Lecco
|                                      | Lorenzo Bodega ✔️ Sindaco | 18 960               | 60,53 | Forza Italia            | 6 893  | 30,69 | 13 |  |  |
| Lega Nord                            | Lorenzo Bodega ✔️ Sindaco | 18 960               | 60,53 | 4 719                   | 21,01  | 9     |    |  |  |
| Alleanza Nazionale                   | Lorenzo Bodega ✔️ Sindaco | 18 960               | 60,53 | 1 555                   | 6,92   | 2     |    |  |  |
| CCD - CDU                            | Lorenzo Bodega ✔️ Sindaco | 18 960               | 60,53 | 556                     | 2,48   | 1     |    |  |  |
|                                      | Salvatore Rossi           | 11 930               | 38,09 | Democratici di Sinistra | 3 368  | 14,99 | 7  |  |  |
| Partito Popolare Italiano            | Salvatore Rossi           | 11 930               | 38,09 | 1 351                   | 6,01   | 2     |    |  |  |
| Italia dei Valori                    | Salvatore Rossi           | 11 930               | 38,09 | 1 257                   | 5,60   | 2     |    |  |  |
| Partito della Rifondazione Comunista | Salvatore Rossi           | 11 930               | 38,09 | 1 070                   | 4,76   | 2     |    |  |  |
| Uniti per Cambiare                   | Salvatore Rossi           | 11 930               | 38,09 | 678                     | 3,02   | 1     |    |  |  |
| Federazione dei Verdi                | Salvatore Rossi           | 11 930               | 38,09 | 476                     | 2,12   | –     |    |  |  |
| Partito dei Comunisti Italiani       | Salvatore Rossi           | 11 930               | 38,09 | 178                     | 0,79   | –     |    |  |  |
| Seggio di coalizione                 | Seggio di coalizione      | Seggio di coalizione | 38,09 | 1                       |        |       |    |  |  |
|                                      | Roberto Mulargia          | 431                  | 1,38  | Nuovo PSI               | 362    | 1,61  | –  |  |  |
| Totale                               | Totale                    | 31 321               | 100   |                         | 22 463 | 100   | 40 |  |  |
|                                      |                           |                      |       |                         |        |       |    |  |  |
| Fonte: Ministero dell'interno        |                           |                      |       |                         |        |       |    |  |  |

#### Milano
|                                      | Gabriele Albertini ✔️ Sindaco | 499 020              | 57,54 | Forza Italia                       | 245 052 | 37,47 | 25 |  |  |
| Alleanza Nazionale                   | Gabriele Albertini ✔️ Sindaco | 499 020              | 57,54 | 66 389                             | 10,15   | 7     |    |  |  |
| Lega Nord                            | Gabriele Albertini ✔️ Sindaco | 499 020              | 57,54 | 28 623                             | 4,38    | 3     |    |  |  |
| CCD - CDU                            | Gabriele Albertini ✔️ Sindaco | 499 020              | 57,54 | 14 184                             | 2,17    | 1     |    |  |  |
|                                      | Sandro Antoniazzi             | 264 217              | 30,47 | Democratici di Sinistra            | 91 336  | 13,97 | 8  |  |  |
| La Margherita                        | Sandro Antoniazzi             | 264 217              | 30,47 | 66 337                             | 10,14   | 6     |    |  |  |
| Partito della Rifondazione Comunista | Sandro Antoniazzi             | 264 217              | 30,47 | 39 663                             | 6,06    | 3     |    |  |  |
| Miracolo a Milano                    | Sandro Antoniazzi             | 264 217              | 30,47 | 11 513                             | 1,76    | 1     |    |  |  |
| Partito dei Comunisti Italiani       | Sandro Antoniazzi             | 264 217              | 30,47 | 5 990                              | 0,92    | –     |    |  |  |
| Socialisti Democratici Italiani      | Sandro Antoniazzi             | 264 217              | 30,47 | 3 550                              | 0,54    | –     |    |  |  |
| Seggio di coalizione                 | Seggio di coalizione          | Seggio di coalizione | 30,47 | 1                                  |         |       |    |  |  |
|                                      | Antonio Di Pietro             | 45 667               | 5,27  | Italia dei Valori                  | 36 746  | 5,62  | 2  |  |  |
| Seggio di coalizione                 | Seggio di coalizione          | Seggio di coalizione | 5,27  | 1                                  |         |       |    |  |  |
|                                      | Milly Moratti                 | 36 189               | 4,17  | Federazione dei Verdi              | 17 570  | 2,69  | 1  |  |  |
| Lista Civica Moratti                 | Milly Moratti                 | 36 189               | 4,17  | 7 333                              | 1,12    | –     |    |  |  |
| Seggio di coalizione                 | Seggio di coalizione          | Seggio di coalizione | 4,17  | 1                                  |         |       |    |  |  |
|                                      | Arturo Testa                  | 6 749                | 0,78  | Partito Pensionati                 | 6 074   | 0,93  | –  |  |  |
|                                      | Camilla Occhionorelli         | 3 965                | 0,46  | Democrazia Europea                 | 3 434   | 0,53  | –  |  |  |
|                                      | Attilio Carelli               | 3 832                | 0,44  | Movimento Sociale Fiamma Tricolore | 3 416   | 0,52  | –  |  |  |
|                                      | Stefano Carluccio             | 3 108                | 0,36  | Liberal Socialisti                 | 2 898   | 0,44  | –  |  |  |
|                                      | Giorgio Schultze              | 2 586                | 0,30  | Partito Umanista                   | 2 227   | 0,34  | –  |  |  |
|                                      | Sergio Gozzoli                | 1 878                | 0,22  | Forza Nuova                        | 1 655   | 0,25  | –  |  |  |
| Totale                               | Totale                        | 867 211              | 100   |                                    | 653 990 | 100   | 60 |  |  |
|                                      |                               |                      |       |                                    |         |       |    |  |  |
| Fonte: Ministero dell'interno        |                               |                      |       |                                    |         |       |    |  |  |

### Veneto

#### Belluno
| Candidati                            | Candidati                | II turno             | II turno           | I turno | I turno | Liste                              | Voti   | %     | Seggi |
| Candidati                            | Candidati                | Voti                 | %                  | Voti    | %       | Liste                              | Voti   | %     | Seggi |
| ------------------------------------ | ------------------------ | -------------------- | ------------------ | ------- | ------- | ---------------------------------- | ------ | ----- | ----- |
|                                      | Ermano De Col ✔️ Sindaco | 10 779               | 51,69              | 9 628   | 40,73   | Alleanza di Progresso              | 4 315  | 23,81 | 15    |
| Partito della Rifondazione Comunista | Ermano De Col ✔️ Sindaco | 10 779               | 51,69              | 9 628   | 40,73   | 1 659                              | 9,16   | 5     |       |
| Partito Popolare Italiano            | Ermano De Col ✔️ Sindaco | 10 779               | 51,69              | 9 628   | 40,73   | 1 260                              | 6,95   | 4     |       |
|                                      | Luigi Panzan             | 10 076               | 48,31              | 8 159   | 34,51   | Forza Italia                       | 3 777  | 20,84 | 6     |
| Alleanza Nazionale                   | Luigi Panzan             | 10 076               | 48,31              | 8 159   | 34,51   | 1 101                              | 6,08   | 1     |       |
| Lega Nord                            | Luigi Panzan             | 10 076               | 48,31              | 8 159   | 34,51   | 872                                | 4,81   | 1     |       |
| CCD - CDU                            | Luigi Panzan             | 10 076               | 48,31              | 8 159   | 34,51   | 788                                | 4,35   | 1     |       |
| Seggio di coalizione                 | Seggio di coalizione     | Seggio di coalizione | 48,31              | 8 159   | 34,51   | 1                                  |        |       |       |
|                                      | Alessandro Toscano       | Alessandro Toscano   | Alessandro Toscano | 3 613   | 15,28   | Unione Autonomista (A)             | 1 409  | 7,78  | 2     |
| Lista Civica (B)                     | Alessandro Toscano       | Alessandro Toscano   | Alessandro Toscano | 3 613   | 15,28   | 1 354                              | 7,47   | 1     |       |
| Seggio di coalizione                 | Seggio di coalizione     | Seggio di coalizione | Alessandro Toscano | 3 613   | 15,28   | 1                                  |        |       |       |
|                                      | Claudia Cadorin          | Claudia Cadorin      | Claudia Cadorin    | 1 993   | 8,43    | Sindaco dei Cittadini              | 1 382  | 7,63  | 1     |
| Seggio di coalizione                 | Seggio di coalizione     | Seggio di coalizione | Claudia Cadorin    | 1 993   | 8,43    | 1                                  |        |       |       |
|                                      | Anna Maria Leale         | Anna Maria Leale     | Anna Maria Leale   | 247     | 1,04    | Movimento Sociale Fiamma Tricolore | 204    | 1,13  | –     |
| Totale                               | Totale                   | 20 855               | 100                | 23 640  | 100     |                                    | 18 121 | 100   | 40    |
|                                      |                          |                      |                    |         |         |                                    |        |       |       |
| Fonte: Ministero dell'interno        |                          |                      |                    |         |         |                                    |        |       |       |

#### Rovigo
| Candidati                            | Candidati               | II turno               | II turno               | I turno | I turno | Liste                   | Voti   | %     | Seggi |
| Candidati                            | Candidati               | Voti                   | %                      | Voti    | %       | Liste                   | Voti   | %     | Seggi |
| ------------------------------------ | ----------------------- | ---------------------- | ---------------------- | ------- | ------- | ----------------------- | ------ | ----- | ----- |
|                                      | Paolo Avezzù ✔️ Sindaco | 16 201                 | 53,78                  | 17 214  | 48,69   | Forza Italia            | 7 562  | 24,72 | 12    |
| Alleanza Nazionale                   | Paolo Avezzù ✔️ Sindaco | 16 201                 | 53,78                  | 17 214  | 48,69   | 3 742                   | 12,23  | 6     |       |
| CCD - CDU                            | Paolo Avezzù ✔️ Sindaco | 16 201                 | 53,78                  | 17 214  | 48,69   | 1 909                   | 6,24   | 3     |       |
| Nuovo PSI                            | Paolo Avezzù ✔️ Sindaco | 16 201                 | 53,78                  | 17 214  | 48,69   | 1 327                   | 4,34   | 2     |       |
| Lega Nord                            | Paolo Avezzù ✔️ Sindaco | 16 201                 | 53,78                  | 17 214  | 48,69   | 1 026                   | 3,35   | 1     |       |
|                                      | Fausto Merchiori        | 13 926                 | 46,22                  | 13 235  | 37,43   | Democratici di Sinistra | 4 911  | 16,05 | 6     |
| Partito della Rifondazione Comunista | Fausto Merchiori        | 13 926                 | 46,22                  | 13 235  | 37,43   | 2 088                   | 6,82   | 2     |       |
| La Margherita                        | Fausto Merchiori        | 13 926                 | 46,22                  | 13 235  | 37,43   | 1 946                   | 6,36   | 2     |       |
| Socialisti Democratici Italiani      | Fausto Merchiori        | 13 926                 | 46,22                  | 13 235  | 37,43   | 1 131                   | 3,70   | 1     |       |
| Federazione dei Verdi                | Fausto Merchiori        | 13 926                 | 46,22                  | 13 235  | 37,43   | 779                     | 2,55   | –     |       |
| Seggio di coalizione                 | Seggio di coalizione    | Seggio di coalizione   | 46,22                  | 13 235  | 37,43   | 1                       |        |       |       |
|                                      | Giuseppe Osti           | Giuseppe Osti          | Giuseppe Osti          | 2 626   | 7,43    | Civica Pro Rovigo (A)   | 2 264  | 7,40  | 2     |
| Seggio di coalizione                 | Seggio di coalizione    | Seggio di coalizione   | Giuseppe Osti          | 2 626   | 7,43    | 1                       |        |       |       |
|                                      | Giorgio Giolo Cattaneo  | Giorgio Giolo Cattaneo | Giorgio Giolo Cattaneo | 1 593   | 4,51    | Rovigo che Cambia       | 831    | 2,72  | –     |
| Lista Emma Bonino                    | Giorgio Giolo Cattaneo  | Giorgio Giolo Cattaneo | Giorgio Giolo Cattaneo | 1 593   | 4,51    | 446                     | 1,46   | –     |       |
| Seggio di coalizione                 | Seggio di coalizione    | Seggio di coalizione   | Giorgio Giolo Cattaneo | 1 593   | 4,51    | 1                       |        |       |       |
|                                      | Alberto Garbellini      | Alberto Garbellini     | Alberto Garbellini     | 688     | 1,95    | Democrazia Europea (B)  | 632    | 2,07  | –     |
| Totale                               | Totale                  | 30 127                 | 100                    | 35 356  | 100     |                         | 30 594 | 100   | 40    |
|                                      |                         |                        |                        |         |         |                         |        |       |       |
| Fonte: Ministero dell'interno        |                         |                        |                        |         |         |                         |        |       |       |

### Friuli-Venezia Giulia

#### Pordenone
| Candidati                                               | Candidati                    | II turno             | II turno       | I turno | I turno | Liste             | Voti   | %     | Seggi |
| Candidati                                               | Candidati                    | Voti                 | %              | Voti    | %       | Liste             | Voti   | %     | Seggi |
| ------------------------------------------------------- | ---------------------------- | -------------------- | -------------- | ------- | ------- | ----------------- | ------ | ----- | ----- |
|                                                         | Sergio Bolzonello ✔️ Sindaco | 13 892               | 58,40          | 8 370   | 29,15   | La Margherita     | 2 772  | 11,47 | 10    |
| Il Fiume - Bolzonello Sindaco                           | Sergio Bolzonello ✔️ Sindaco | 13 892               | 58,40          | 8 370   | 29,15   | 2 289             | 9,47   | 8     |       |
| Democratici di Sinistra                                 | Sergio Bolzonello ✔️ Sindaco | 13 892               | 58,40          | 8 370   | 29,15   | 1 651             | 6,83   | 6     |       |
|                                                         | Alberto Scotti               | 9 895                | 41,60          | 8 626   | 30,04   | Forza Italia      | 4 103  | 16,98 | 5     |
| Alleanza Nazionale                                      | Alberto Scotti               | 9 895                | 41,60          | 8 626   | 30,04   | 1 536             | 6,36   | 1     |       |
| Lega Nord                                               | Alberto Scotti               | 9 895                | 41,60          | 8 626   | 30,04   | 1 305             | 5,40   | 1     |       |
| Centro Cristiano Democratico                            | Alberto Scotti               | 9 895                | 41,60          | 8 626   | 30,04   | 547               | 2,26   | –     |       |
| Seggio di coalizione                                    | Seggio di coalizione         | Seggio di coalizione | 41,60          | 8 626   | 30,04   | 1                 |        |       |       |
|                                                         | Alvaro Cardin                | Alvaro Cardin        | Alvaro Cardin  | 6 412   | 22,33   | Vivo Pordenone    | 5 377  | 22,25 | 4     |
| Seggio di coalizione                                    | Seggio di coalizione         | Seggio di coalizione | Alvaro Cardin  | 6 412   | 22,33   | 1                 |        |       |       |
|                                                         | Claudio Rosset               | Claudio Rosset       | Claudio Rosset | 2 754   | 9,59    | Lista Pasini      | 2 426  | 10,04 | 1     |
| Seggio di coalizione                                    | Seggio di coalizione         | Seggio di coalizione | Claudio Rosset | 2 754   | 9,59    | 1                 |        |       |       |
|                                                         | Franco Vampa                 | Franco Vampa         | Franco Vampa   | 1 191   | 4,15    | Lista Vampa       | 1 009  | 4,18  | –     |
| Seggio di coalizione                                    | Seggio di coalizione         | Seggio di coalizione | Franco Vampa   | 1 191   | 4,15    | 1                 |        |       |       |
|                                                         | Michele Negro                | Michele Negro        | Michele Negro  | 1 035   | 3,60    | Pordenone Cambia  | 871    | 3,60  | –     |
|                                                         | Vitto Claut                  | Vitto Claut          | Vitto Claut    | 325     | 1,13    | Italia dei Valori | 275    | 1,14  | –     |
| Totale                                                  | Totale                       | 23 787               | 100            | 28 713  | 100     |                   | 24 161 | 100   | 40    |
|                                                         |                              |                      |                |         |         |                   |        |       |       |
| Regione Friuli-Venezia Giulia Primo Turno Secondo Turno |                              |                      |                |         |         |                   |        |       |       |

#### Trieste
| Candidati                     | Candidati                   | II turno             | II turno           | I turno | I turno | Liste                                | Voti   | %     | Seggi |
| Candidati                     | Candidati                   | Voti                 | %                  | Voti    | %       | Liste                                | Voti   | %     | Seggi |
| ----------------------------- | --------------------------- | -------------------- | ------------------ | ------- | ------- | ------------------------------------ | ------ | ----- | ----- |
|                               | Roberto Dipiazza ✔️ Sindaco | 58 612               | 53,36              | 59 235  | 48,71   | Forza Italia - CCD - CDU             | 28 046 | 33,08 | 17    |
| Alleanza Nazionale            | Roberto Dipiazza ✔️ Sindaco | 58 612               | 53,36              | 59 235  | 48,71   | 12 686                               | 14,96  | 7     |       |
| Lega Nord                     | Roberto Dipiazza ✔️ Sindaco | 58 612               | 53,36              | 59 235  | 48,71   | 1 199                                | 1,41   | –     |       |
|                               | Federico Pacorini           | 51 225               | 46,64              | 51 748  | 42,55   | L'Ulivo                              | 21 545 | 25,41 | 9     |
| Con Illy per Trieste          | Federico Pacorini           | 51 225               | 46,64              | 51 748  | 42,55   | 11 300                               | 13,33  | 5     |       |
| Federazione dei Verdi         | Federico Pacorini           | 51 225               | 46,64              | 51 748  | 42,55   | 1 031                                | 1,22   | –     |       |
| Seggio di coalizione          | Seggio di coalizione        | Seggio di coalizione | 46,64              | 51 748  | 42,55   | 1                                    |        |       |       |
|                               | Laura Tamburini             | Laura Tamburini      | Laura Tamburini    | 3 563   | 2,93    | Fronte Giuliano (A)                  | 1 934  | 2,28  | –     |
| Regione Venezia Giulia        | Laura Tamburini             | Laura Tamburini      | Laura Tamburini    | 3 563   | 2,93    | 254                                  | 0,30   | –     |       |
|                               | Igor Canciani               | Igor Canciani        | Igor Canciani      | 3 345   | 2,75    | Partito della Rifondazione Comunista | 3 087  | 3,64  | –     |
| Seggio di coalizione          | Seggio di coalizione        | Seggio di coalizione | Igor Canciani      | 3 345   | 2,75    | 1                                    |        |       |       |
|                               | Maurizio Fogar              | Maurizio Fogar       | Maurizio Fogar     | 1 733   | 1,42    | La Tua Trieste                       | 1 517  | 1,79  | –     |
|                               | Giovanni Fusco              | Giovanni Fusco       | Giovanni Fusco     | 1 099   | 0,90    | Democrazia Europea                   | 977    | 1,15  | –     |
|                               | Franco Francescato          | Franco Francescato   | Franco Francescato | 881     | 0,72    | Italia dei Valori (B)                | 807    | 0,95  | –     |
|                               | Pietro Rosenwirth           | Pietro Rosenwirth    | Pietro Rosenwirth  | 282     | 0,23    | Partito Umanista                     | 223    | 0,26  | –     |
| Totale                        | Totale                      | 109 837              | 100                | 121 616 | 100     |                                      | 84 786 | 100   | 40    |
|                               |                             |                      |                    |         |         |                                      |        |       |       |
| Fonte: Ministero dell'interno |                             |                      |                    |         |         |                                      |        |       |       |

### Emilia-Romagna

#### Ravenna
|                                      | Vidmer Mercatali ✔️ Sindaco | 62 609               | 61,13 | Democratici di Sinistra | 29 755 | 33,15 | 15 |  |  |
| La Margherita                        | Vidmer Mercatali ✔️ Sindaco | 62 609               | 61,13 | 13 011                  | 14,50  | 6     |    |  |  |
| Partito Repubblicano Italiano        | Vidmer Mercatali ✔️ Sindaco | 62 609               | 61,13 | 5 642                   | 6,29   | 2     |    |  |  |
| Partito della Rifondazione Comunista | Vidmer Mercatali ✔️ Sindaco | 62 609               | 61,13 | 4 615                   | 5,14   | 2     |    |  |  |
| Partito dei Comunisti Italiani       | Vidmer Mercatali ✔️ Sindaco | 62 609               | 61,13 | 1 353                   | 1,51   | –     |    |  |  |
|                                      | Arnaldo Roncuzzi            | 28 283               | 27,62 | Forza Italia            | 18 119 | 20,19 | 9  |  |  |
| Alleanza Nazionale                   | Arnaldo Roncuzzi            | 28 283               | 27,62 | 6 060                   | 6,75   | 2     |    |  |  |
| Lega Nord                            | Arnaldo Roncuzzi            | 28 283               | 27,62 | 1 103                   | 1,23   | –     |    |  |  |
| Seggio di coalizione                 | Seggio di coalizione        | Seggio di coalizione | 27,62 | 1                       |        |       |    |  |  |
|                                      | Alvaro Ancisi               | 7 257                | 7,09  | Lista per Ravenna       | 6 333  | 7,06  | 1  |  |  |
| Seggio di coalizione                 | Seggio di coalizione        | Seggio di coalizione | 7,09  | 1                       |        |       |    |  |  |
|                                      | Maria Grazia Beggio         | 3 320                | 3,24  | Federazione dei Verdi   | 2 930  | 3,26  | –  |  |  |
| Seggio di coalizione                 | Seggio di coalizione        | Seggio di coalizione | 3,24  | 1                       |        |       |    |  |  |
|                                      | Roberto Venturi             | 947                  | 0,92  | Lista Civica            | 827    | 0,92  | –  |  |  |
| Totale                               | Totale                      | 102 416              | 100   |                         | 89 748 | 100   | 40 |  |  |
|                                      |                             |                      |       |                         |        |       |    |  |  |
| Fonte: Ministero dell'interno        |                             |                      |       |                         |        |       |    |  |  |

#### Rimini
| Candidati                      | Candidati                   | II turno             | II turno           | I turno | I turno | Liste                                    | Voti   | %     | Seggi |
| Candidati                      | Candidati                   | Voti                 | %                  | Voti    | %       | Liste                                    | Voti   | %     | Seggi |
| ------------------------------ | --------------------------- | -------------------- | ------------------ | ------- | ------- | ---------------------------------------- | ------ | ----- | ----- |
|                                | Alberto Ravaioli ✔️ Sindaco | 41 997               | 52,45              | 44 279  | 47,32   | Democratici di Sinistra                  | 20 732 | 25,04 | 13    |
| La Margherita                  | Alberto Ravaioli ✔️ Sindaco | 41 997               | 52,45              | 44 279  | 47,32   | 13 695                                   | 16,54  | 8     |       |
| Federazione dei Verdi          | Alberto Ravaioli ✔️ Sindaco | 41 997               | 52,45              | 44 279  | 47,32   | 2 063                                    | 2,49   | 1     |       |
| Partito dei Comunisti Italiani | Alberto Ravaioli ✔️ Sindaco | 41 997               | 52,45              | 44 279  | 47,32   | 1 455                                    | 1,76   | –     |       |
|                                | Gianluca Spigolon           | 38 071               | 47,55              | 32 824  | 35,08   | Forza Italia                             | 25 335 | 30,60 | 11    |
| CCD - CDU                      | Gianluca Spigolon           | 38 071               | 47,55              | 32 824  | 35,08   | 1 371                                    | 1,66   | –     |       |
| Lega Nord                      | Gianluca Spigolon           | 38 071               | 47,55              | 32 824  | 35,08   | 946                                      | 1,14   | –     |       |
| Democrazia Europea             | Gianluca Spigolon           | 38 071               | 47,55              | 32 824  | 35,08   | 884                                      | 1,07   | –     |       |
| Partito Repubblicano Italiano  | Gianluca Spigolon           | 38 071               | 47,55              | 32 824  | 35,08   | 624                                      | 0,75   | –     |       |
| Seggio di coalizione           | Seggio di coalizione        | Seggio di coalizione | 47,55              | 32 824  | 35,08   | 1                                        |        |       |       |
|                                | Liliana Cingolani           | Liliana Cingolani    | Liliana Cingolani  | 8 800   | 9,41    | Alleanza Nazionale (A)                   | 8 691  | 10,50 | 3     |
| Seggio di coalizione           | Seggio di coalizione        | Seggio di coalizione | Liliana Cingolani  | 8 800   | 9,41    | 1                                        |        |       |       |
|                                | Cesare Mangianti            | Cesare Mangianti     | Cesare Mangianti   | 3 768   | 4,03    | Partito della Rifondazione Comunista (B) | 3 495  | 4,22  | 1     |
| Seggio di coalizione           | Seggio di coalizione        | Seggio di coalizione | Cesare Mangianti   | 3 768   | 4,03    | 1                                        |        |       |       |
|                                | Nedo Pivi                   | Nedo Pivi            | Nedo Pivi          | 2 324   | 2,48    | Italia dei Valori                        | 2 124  | 2,57  | –     |
|                                | Manuela Fabbri              | Manuela Fabbri       | Manuela Fabbri     | 913     | 0,98    | L'Ala                                    | 781    | 0,94  | –     |
|                                | Gilberto Bianchini          | Gilberto Bianchini   | Gilberto Bianchini | 658     | 0,70    | Nuovo PSI (C)                            | 601    | 0,73  | –     |
| Totale                         | Totale                      | 80 068               | 100                | 93 566  | 100     |                                          | 82 797 | 100   | 40    |
|                                |                             |                      |                    |         |         |                                          |        |       |       |
| Fonte: Ministero dell'interno  |                             |                      |                    |         |         |                                          |        |       |       |

### Toscana

#### Grosseto
|                                | Alessandro Antichi ✔️ Sindaco | 30 535               | 57,88 | Forza Italia                         | 8 427  | 19,26 | 9  |  |  |
| Alleanza Nazionale             | Alessandro Antichi ✔️ Sindaco | 30 535               | 57,88 | 7 753                                | 17,72  | 8     |    |  |  |
| CCD - CDU                      | Alessandro Antichi ✔️ Sindaco | 30 535               | 57,88 | 3 351                                | 7,66   | 3     |    |  |  |
| Nuovo Millennio                | Alessandro Antichi ✔️ Sindaco | 30 535               | 57,88 | 3 017                                | 6,89   | 3     |    |  |  |
| Nuovo PSI                      | Alessandro Antichi ✔️ Sindaco | 30 535               | 57,88 | 1 405                                | 3,21   | 1     |    |  |  |
| Movimento Autonomista Toscano  | Alessandro Antichi ✔️ Sindaco | 30 535               | 57,88 | 485                                  | 1,11   | –     |    |  |  |
| Lega Nord                      | Alessandro Antichi ✔️ Sindaco | 30 535               | 57,88 | 103                                  | 0,24   | –     |    |  |  |
|                                | Mauro Breggia                 | 18 380               | 34,84 | Democratici di Sinistra              | 10 175 | 23,25 | 10 |  |  |
| La Margherita                  | Mauro Breggia                 | 18 380               | 34,84 | 3 360                                | 7,68   | 3     |    |  |  |
| Federazione dei Verdi          | Mauro Breggia                 | 18 380               | 34,84 | 991                                  | 2,26   | 1     |    |  |  |
| Lista Civica                   | Mauro Breggia                 | 18 380               | 34,84 | 581                                  | 1,33   | –     |    |  |  |
| Partito dei Comunisti Italiani | Mauro Breggia                 | 18 380               | 34,84 | 527                                  | 1,20   | –     |    |  |  |
| Seggio di coalizione           | Seggio di coalizione          | Seggio di coalizione | 34,84 | 1                                    |        |       |    |  |  |
|                                | Salvatore Allocca             | 2 111                | 4,00  | Partito della Rifondazione Comunista | 1 948  | 4,45  | –  |  |  |
| Seggio di coalizione           | Seggio di coalizione          | Seggio di coalizione | 4,00  | 1                                    |        |       |    |  |  |
|                                | Claudio Banchi                | 859                  | 1,63  | Città Nuova                          | 801    | 1,83  | –  |  |  |
|                                | Marcello Nieri                | 420                  | 0,80  | Partito Repubblicano Italiano        | 415    | 0,95  | –  |  |  |
|                                | Franco Fusco                  | 229                  | 0,43  | Movimento Sociale Fiamma Tricolore   | 209    | 0,48  | –  |  |  |
|                                | Bulfardo Romualdi             | 222                  | 0,42  | Democrazia Europea                   | 214    | 0,49  | –  |  |  |
| Totale                         | Totale                        | 52 756               | 100   |                                      | 43 762 | 100   | 40 |  |  |
|                                |                               |                      |       |                                      |        |       |    |  |  |
| Fonte: Ministero dell'interno  |                               |                      |       |                                      |        |       |    |  |  |

#### Siena
|                                      | Maurizio Cenni ✔️ Sindaco | 22 701               | 57,79 | Democratici di Sinistra | 12 256 | 34,36 | 16 |  |  |
| Partito Popolare Italiano            | Maurizio Cenni ✔️ Sindaco | 22 701               | 57,79 | 2 583                   | 7,24   | 3     |    |  |  |
| Lista Riformista                     | Maurizio Cenni ✔️ Sindaco | 22 701               | 57,79 | 1 688                   | 4,73   | 2     |    |  |  |
| Noi per Siena                        | Maurizio Cenni ✔️ Sindaco | 22 701               | 57,79 | 1 680                   | 4,71   | 2     |    |  |  |
| Partito della Rifondazione Comunista | Maurizio Cenni ✔️ Sindaco | 22 701               | 57,79 | 1 514                   | 4,24   | 2     |    |  |  |
| Partito dei Comunisti Italiani       | Maurizio Cenni ✔️ Sindaco | 22 701               | 57,79 | 635                     | 1,78   | –     |    |  |  |
| Federazione dei Verdi                | Maurizio Cenni ✔️ Sindaco | 22 701               | 57,79 | 582                     | 1,63   | –     |    |  |  |
|                                      | Massimo Fabio             | 11 676               | 29,73 | Forza Italia            | 5 427  | 15,22 | 6  |  |  |
| Alleanza Nazionale                   | Massimo Fabio             | 11 676               | 29,73 | 3 804                   | 10,67  | 4     |    |  |  |
| Fabio Sindaco                        | Massimo Fabio             | 11 676               | 29,73 | 855                     | 2,40   | 1     |    |  |  |
| Seggio di coalizione                 | Seggio di coalizione      | Seggio di coalizione | 29,73 | 1                       |        |       |    |  |  |
|                                      | Alfredo Monaci            | 2 941                | 7,49  | L'Altra Siena           | 2 925  | 8,20  | 2  |  |  |
| Seggio di coalizione                 | Seggio di coalizione      | Seggio di coalizione | 7,49  | 1                       |        |       |    |  |  |
|                                      | Enzo Martinelli           | 1 058                | 2,69  | Democrazia Europea      | 1 010  | 2,83  | –  |  |  |
|                                      | Mauro Aurigi              | 904                  | 2,30  | Quelli di Montaperti    | 708    | 1,99  | –  |  |  |
| Totale                               | Totale                    | 39 280               | 100   |                         | 35 667 | 100   | 40 |  |  |
|                                      |                           |                      |       |                         |        |       |    |  |  |
| Fonte: Ministero dell'interno        |                           |                      |       |                         |        |       |    |  |  |

### Marche

#### Ancona
|                                      | Fabio Sturani ✔️ Sindaco | 42 081               | 60,87 | Democratici di Sinistra | 18 101 | 30,98 | 14 |  |  |
| La Margherita                        | Fabio Sturani ✔️ Sindaco | 42 081               | 60,87 | 5 547                   | 9,49   | 4     |    |  |  |
| Partito della Rifondazione Comunista | Fabio Sturani ✔️ Sindaco | 42 081               | 60,87 | 4 048                   | 6,93   | 3     |    |  |  |
| Movimento Repubblicani Europei       | Fabio Sturani ✔️ Sindaco | 42 081               | 60,87 | 2 589                   | 4,43   | 2     |    |  |  |
| Socialisti Democratici Italiani      | Fabio Sturani ✔️ Sindaco | 42 081               | 60,87 | 2 213                   | 3,79   | 1     |    |  |  |
| Federazione dei Verdi                | Fabio Sturani ✔️ Sindaco | 42 081               | 60,87 | 1 715                   | 2,94   | 1     |    |  |  |
| Partito dei Comunisti Italiani       | Fabio Sturani ✔️ Sindaco | 42 081               | 60,87 | 1 013                   | 1,73   | –     |    |  |  |
|                                      | Maurizio Barbieri        | 24 856               | 35,95 | Forza Italia            | 9 708  | 16,61 | 7  |  |  |
| Alleanza Nazionale                   | Maurizio Barbieri        | 24 856               | 35,95 | 7 129                   | 12,20  | 5     |    |  |  |
| CCD - CDU                            | Maurizio Barbieri        | 24 856               | 35,95 | 2 899                   | 4,96   | 2     |    |  |  |
| Insieme per Ancona (NPSI - PRI)      | Maurizio Barbieri        | 24 856               | 35,95 | 1 120                   | 1,92   | –     |    |  |  |
| Movimento per Ancona                 | Maurizio Barbieri        | 24 856               | 35,95 | 297                     | 0,51   | –     |    |  |  |
| Seggio di coalizione                 | Seggio di coalizione     | Seggio di coalizione | 35,95 | 1                       |        |       |    |  |  |
|                                      | Daniele Maria Angelini   | 1 558                | 2,25  | Italia dei Valori       | 1 436  | 2,46  | –  |  |  |
|                                      | Roberto Vespa            | 643                  | 0,93  | Democrazia Europea      | 617    | 1,06  | –  |  |  |
| Totale                               | Totale                   | 69 138               | 100   |                         | 58 432 | 100   | 40 |  |  |
|                                      |                          |                      |       |                         |        |       |    |  |  |
| Fonte: Ministero dell'interno        |                          |                      |       |                         |        |       |    |  |  |

### Lazio

#### Roma
| Candidati                       | Candidati                  | II turno             | II turno           | I turno   | I turno | Liste                                          | Voti      | %     | Seggi |
| Candidati                       | Candidati                  | Voti                 | %                  | Voti      | %       | Liste                                          | Voti      | %     | Seggi |
| ------------------------------- | -------------------------- | -------------------- | ------------------ | --------- | ------- | ---------------------------------------------- | --------- | ----- | ----- |
|                                 | Walter Veltroni ✔️ Sindaco | 871 930              | 52,17              | 800 275   | 48,35   | Democratici di Sinistra                        | 238 092   | 17,64 | 15    |
| Lista Civica Roma per Veltroni  | Walter Veltroni ✔️ Sindaco | 871 930              | 52,17              | 800 275   | 48,35   | 146 463                                        | 10,85     | 9     |       |
| La Margherita                   | Walter Veltroni ✔️ Sindaco | 871 930              | 52,17              | 800 275   | 48,35   | 111 315                                        | 8,25      | 7     |       |
| Rifondazione Comunista          | Walter Veltroni ✔️ Sindaco | 871 930              | 52,17              | 800 275   | 48,35   | 61 728                                         | 4,57      | 3     |       |
| Federazione dei Verdi           | Walter Veltroni ✔️ Sindaco | 871 930              | 52,17              | 800 275   | 48,35   | 31 698                                         | 2,35      | 2     |       |
| Partito dei Comunisti Italiani  | Walter Veltroni ✔️ Sindaco | 871 930              | 52,17              | 800 275   | 48,35   | 15 462                                         | 1,15      | –     |       |
| Socialisti Democratici Italiani | Walter Veltroni ✔️ Sindaco | 871 930              | 52,17              | 800 275   | 48,35   | 9 244                                          | 0,68      | –     |       |
|                                 | Antonio Tajani             | 799 363              | 47,83              | 746 846   | 45,12   | Alleanza Nazionale                             | 283 922   | 21,04 | 11    |
| Forza Italia                    | Antonio Tajani             | 799 363              | 47,83              | 746 846   | 45,12   | 259 514                                        | 19,23     | 10    |       |
| CCD - CDU                       | Antonio Tajani             | 799 363              | 47,83              | 746 846   | 45,12   | 41 148                                         | 3,05      | 1     |       |
| Roma Nostra per Tajani          | Antonio Tajani             | 799 363              | 47,83              | 746 846   | 45,12   | 37 393                                         | 2,77      | 1     |       |
| Nuovo PSI                       | Antonio Tajani             | 799 363              | 47,83              | 746 846   | 45,12   | 8 268                                          | 0,61      | –     |       |
| Partito Repubblicano Italiano   | Antonio Tajani             | 799 363              | 47,83              | 746 846   | 45,12   | 3 136                                          | 0,23      | –     |       |
| Partito Liberale - Verdi Verdi  | Antonio Tajani             | 799 363              | 47,83              | 746 846   | 45,12   | 2 958                                          | 0,22      | –     |       |
| Pensionati e Invalidi           | Antonio Tajani             | 799 363              | 47,83              | 746 846   | 45,12   | 1 985                                          | 0,15      | –     |       |
| Democrazia Moderna              | Antonio Tajani             | 799 363              | 47,83              | 746 846   | 45,12   | 1 584                                          | 0,12      | –     |       |
| Democrazia Attiva               | Antonio Tajani             | 799 363              | 47,83              | 746 846   | 45,12   | 1 025                                          | 0,08      | –     |       |
| Seggio di coalizione            | Seggio di coalizione       | Seggio di coalizione | 47,83              | 746 846   | 45,12   | 1                                              |           |       |       |
|                                 | Sergio D'Antoni            | Sergio D'Antoni      | Sergio D'Antoni    | 40 025    | 2,42    | Democrazia Europea (A)                         | 28 905    | 2,14  | 1     |
| Pensionati Uniti                | Sergio D'Antoni            | Sergio D'Antoni      | Sergio D'Antoni    | 40 025    | 2,42    | 4 686                                          | 0,35      | 1     |       |
|                                 | Giovanni Roma              | Giovanni Roma        | Giovanni Roma      | 19 064    | 1,15    | Italia dei Valori                              | 17 917    | 1,33  | –     |
|                                 | Angiolo Bandinelli         | Angiolo Bandinelli   | Angiolo Bandinelli | 16 483    | 1,00    | Lista Emma Bonino                              | 14 236    | 1,05  | –     |
|                                 | Isabella Rauti             | Isabella Rauti       | Isabella Rauti     | 9 551     | 0,58    | Fiamma Tricolore                               | 8 709     | 0,65  | –     |
|                                 | Adriano Tilgher            | Adriano Tilgher      | Adriano Tilgher    | 5 937     | 0,36    | Fronte Sociale Nazionale                       | 5 361     | 0,40  | –     |
|                                 | Guido Mussolini            | Guido Mussolini      | Guido Mussolini    | 3 497     | 0,21    | Forza Nuova                                    | 2 732     | 0,20  | –     |
|                                 | Alessandro Cicero          | Alessandro Cicero    | Alessandro Cicero  | 3 294     | 0,20    | Polo di Centro                                 | 1 649     | 0,12  | –     |
|                                 | Dario Di Francesco         | Dario Di Francesco   | Dario Di Francesco | 2 996     | 0,18    | Avanti Lazio                                   | 2 738     | 0,20  | –     |
|                                 | Mario Adinolfi             | Mario Adinolfi       | Mario Adinolfi     | 1 587     | 0,10    | Democrazia Diretta                             | 1 543     | 0,11  | –     |
|                                 | Michele Capuano            | Michele Capuano      | Michele Capuano    | 1 539     | 0,09    | Democrazia Popolare                            | 1 609     | 0,12  | –     |
|                                 | Giuseppe Conti             | Giuseppe Conti       | Giuseppe Conti     | 1 152     | 0,07    | Movimento Italiano per i Diritti degli Animali | 1 091     | 0,08  | –     |
|                                 | Antonio Licata             | Antonio Licata       | Antonio Licata     | 1 125     | 0,07    | Popolari Europei                               | 1 984     | 0,15  | –     |
|                                 | Loredana Cici              | Loredana Cici        | Loredana Cici      | 1 010     | 0,06    | Partito Umanista                               | 856       | 0,06  | –     |
|                                 | Maurizio Saracini          | Maurizio Saracini    | Maurizio Saracini  | 710       | 0,04    | L'Italia dei Cittadini                         | 739       | 0,05  | –     |
| Totale                          | Totale                     | 1 671 293            | 100                | 1 655 091 | 100     |                                                | 1 349 690 | 100   | 60    |
|                                 |                            |                      |                    |           |         |                                                |           |       |       |
| Fonte: Ministero dell'interno   |                            |                      |                    |           |         |                                                |           |       |       |

- La lista contrassegnata con la lettera A è apparentata al secondo turno con il candidato sindaco Antonio Tajani.

### Campania

#### Benevento
| Candidati                      | Candidati                                         | Voti                        | %     | Liste                                | Voti   | %     | Seggi |
| ------------------------------ | ------------------------------------------------- | --------------------------- | ----- | ------------------------------------ | ------ | ----- | ----- |
|                                | Sandro Nicola D'Alessandro Accede al ballottaggio | 14.814                      | 34,85 | Forza Italia                         | 4.757  | 12,17 | 8     |
| Alleanza Nazionale             | Sandro Nicola D'Alessandro Accede al ballottaggio | 14.814                      | 34,85 | 4.617                                | 11,81  | 7     |       |
| Centro Cristiano Democratico   | Sandro Nicola D'Alessandro Accede al ballottaggio | 14.814                      | 34,85 | 3.529                                | 9,03   | 5     |       |
| Cristiani Democratici Uniti    | Sandro Nicola D'Alessandro Accede al ballottaggio | 14.814                      | 34,85 | 2.493                                | 6,38   | 4     |       |
| Lega Sud Ausonia               | Sandro Nicola D'Alessandro Accede al ballottaggio | 14.814                      | 34,85 | 145                                  | 0,37   | -     |       |
|                                | Pasquale Grimaldi Accede al ballottaggio          | 14.017                      | 32,97 | Unione Democratici per l'Europa      | 6.154  | 15,75 | 5     |
| Democratici di Sinistra        | Pasquale Grimaldi Accede al ballottaggio          | 14.017                      | 32,97 | 3.256                                | 8,33   | 2     |       |
| Partito Popolare Italiano      | Pasquale Grimaldi Accede al ballottaggio          | 14.017                      | 32,97 | 3.071                                | 7,86   | 2     |       |
| Partito dei Comunisti Italiani | Pasquale Grimaldi Accede al ballottaggio          | 14.017                      | 32,97 | 345                                  | 0,88   | -     |       |
| Seggio al candidato sindaco    | Seggio al candidato sindaco                       | Seggio al candidato sindaco | 32,97 | 1                                    |        |       |       |
|                                | Umberto Del Basso De Caro                         | 7.376                       | 17,35 | Democratici per Benevento            | 2.928  | 7,49  | 2     |
| Socialisti per Benevento       | Umberto Del Basso De Caro                         | 7.376                       | 17,35 | 2.867                                | 7,34   | 1     |       |
| Seggio al candidato sindaco    | Seggio al candidato sindaco                       | Seggio al candidato sindaco | 17,35 | 1                                    |        |       |       |
|                                | Giuseppe De Lorenzo                               | 2.866                       | 6,74  | Lista De Lorenzo                     | 1.287  | 3,29  | -     |
| Giovani Sanniti                | Giuseppe De Lorenzo                               | 2.866                       | 6,74  | 267                                  | 0,68   | -     |       |
| Seggio al candidato sindaco    | Seggio al candidato sindaco                       | Seggio al candidato sindaco | 6,74  | 1                                    |        |       |       |
|                                | Gennaro Santamaria                                | 2.184                       | 5,14  | Democrazia Europea                   | 2.536  | 6,49  | 1     |
|                                | Nicola Sguera                                     | 918                         | 2,16  | Partito della Rifondazione Comunista | 515    | 1,32  | -     |
|                                | Luigi Vella Orlando                               | 335                         | 0,79  | Italia dei Valori                    | 316    | 0,81  | -     |
| Totale                         | Totale                                            | 42.510                      |       |                                      | 39.083 |       | 40    |

Ballottaggio
| Candidati | Candidati                             | Voti   | %      |
| --------- | ------------------------------------- | ------ | ------ |
|           | Sandro Nicola D'Alessandro ✔️ Sindaco | 18.975 | 50,40  |
|           | Pasquale Grimaldi                     | 49,60  | 18.674 |
| Totale    | Totale                                | 37.649 | 100,00 |

#### Napoli
| Candidati                            | Candidati                                   | Voti                        | %      | Liste                   | Voti    | %      | Seggi |
| ------------------------------------ | ------------------------------------------- | --------------------------- | ------ | ----------------------- | ------- | ------ | ----- |
|                                      | Rosa Russo Iervolino Accede al ballottaggio | 262.818                     | 48,82  | Democratici di Sinistra | 95.184  | 20,13  | 18    |
| Partito Popolare Italiano            | Rosa Russo Iervolino Accede al ballottaggio | 262.818                     | 48,82  | 23.747                  | 5,02    | 4      |       |
| Partito della Rifondazione Comunista | Rosa Russo Iervolino Accede al ballottaggio | 262.818                     | 48,82  | 20.603                  | 4,36    | 3      |       |
| Federazione dei Verdi                | Rosa Russo Iervolino Accede al ballottaggio | 262.818                     | 48,82  | 20.031                  | 4,24    | 3      |       |
| Lista Civica per Napoli              | Rosa Russo Iervolino Accede al ballottaggio | 262.818                     | 48,82  | 16.458                  | 3,48    | 3      |       |
| Partito dei Comunisti Italiani       | Rosa Russo Iervolino Accede al ballottaggio | 262.818                     | 48,82  | 9.465                   | 2,00    | 1      |       |
| Rinnovamento Italiano                | Rosa Russo Iervolino Accede al ballottaggio | 262.818                     | 48,82  | 9.254                   | 1,96    | 1      |       |
| Socialisti Democratici Italiani      | Rosa Russo Iervolino Accede al ballottaggio | 262.818                     | 48,82  | 8.685                   | 1,84    | 1      |       |
| Unione Democratici per l'Europa      | Rosa Russo Iervolino Accede al ballottaggio | 262.818                     | 48,82  | 8.345                   | 1,76    | 1      |       |
| I Repubblicani                       | Rosa Russo Iervolino Accede al ballottaggio | 262.818                     | 48,82  | 6.629                   | 1,40    | 1      |       |
|                                      | Antonio Martusciello Accede al ballottaggio | 246.089                     | 45,71  | Forza Italia            | 82.190  | 17,38  | 10    |
| Alleanza Nazionale                   | Antonio Martusciello Accede al ballottaggio | 246.089                     | 45,71  | 46.807                  | 9,90    | 5      |       |
| Martusciello Sindaco                 | Antonio Martusciello Accede al ballottaggio | 246.089                     | 45,71  | 41.486                  | 8,77    | 5      |       |
| Partito Democratico Cristiano        | Antonio Martusciello Accede al ballottaggio | 246.089                     | 45,71  | 18.360                  | 3,88    | 2      |       |
| Centro Cristiano Democratico         | Antonio Martusciello Accede al ballottaggio | 246.089                     | 45,71  | 13.753                  | 2,91    | 1      |       |
| Nuovo PSI                            | Antonio Martusciello Accede al ballottaggio | 246.089                     | 45,71  | 8.194                   | 1,73    | -      |       |
| Partito Provinciale Europeo          | Antonio Martusciello Accede al ballottaggio | 246.089                     | 45,71  | 6,449                   | 1,36    | -      |       |
| Cristiani Democratici Uniti          | Antonio Martusciello Accede al ballottaggio | 246.089                     | 45,71  | 5.566                   | 1,18    | -      |       |
| Unione per la Repubblica             | Antonio Martusciello Accede al ballottaggio | 246.089                     | 45,71  | 2.014                   | 0,43    | -      |       |
| Lista Donne                          | Antonio Martusciello Accede al ballottaggio | 246.089                     | 45,71  | 1.216                   | 0,26    | -      |       |
| Alleanza Monarchica Popolare         | Antonio Martusciello Accede al ballottaggio | 246.089                     | 45,71  | 828                     | 0,18    | -      |       |
| Napoli Capitale                      | Antonio Martusciello Accede al ballottaggio | 246.089                     | 45,71  | 508                     | 0,11    | -      |       |
| Lega Sud Ausonia                     | Antonio Martusciello Accede al ballottaggio | 246.089                     | 45,71  | 435                     | 0,09    | -      |       |
| LibertaSport                         | Antonio Martusciello Accede al ballottaggio | 246.089                     | 45,71  | 256                     | 0,05    | -      |       |
| Seggio al candidato sindaco          | Seggio al candidato sindaco                 | Seggio al candidato sindaco | 45,71  | 1                       |         |        |       |
|                                      | Gennaro Ferrara                             | 12.789                      | 2,38   | Democrazia Europea (A)  | 11.557  | 2,44   | -     |
|                                      | Raffaele Picardi                            | 7.320                       | 1,36   | Italia dei Valori (B)   | 6.894   | 1,46   | -     |
|                                      | Antonio Nappi                               | 5.497                       | 1,02   | Diritti e Doveri        | 2.902   | 0,61   | -     |
| Con Antonio Nappi                    | Antonio Nappi                               | 5.497                       | 1,02   | 1.713                   | 0,36    | -      |       |
|                                      | Raffaele Bruno                              | 2.642                       | 0,49   | Fiamma Tricolore        | 2.352   | 0,50   | -     |
|                                      | Vincenzo Scamardella                        | 1.209                       | 0,22   | COBAS per il Comunismo  | 967     | 0,20   | -     |
| Totale                               | Totale                                      | 538.364                     | 100,00 |                         | 472.848 | 100,00 | 60    |

- La lista contrassegnata con la lettera A è apparentata al secondo turno con il candidato sindaco Antonio Martusciello.
- La lista contrassegnata con la lettera B è apparentata al secondo turno con il candidato sindaco Rosa Russo Iervolino.

Ballottaggio
| Candidati | Candidati                       | Voti    | %      |
| --------- | ------------------------------- | ------- | ------ |
|           | Rosa Russo Iervolino ✔️ Sindaco | 278.183 | 52,91  |
|           | Antonio Martusciello            | 247.564 | 47,09  |
| Totale    | Totale                          | 525.747 | 100,00 |

#### Salerno
| Candidati                            | Candidati                   | Voti                        | %     | Liste                          | Voti   | %     | Seggi |
| ------------------------------------ | --------------------------- | --------------------------- | ----- | ------------------------------ | ------ | ----- | ----- |
|                                      | Mario De Biase ✔️ Sindaco   | 53.226                      | 55,10 | Progressisti per Salerno       | 25.806 | 29,78 | 14    |
| La Margherita                        | Mario De Biase ✔️ Sindaco   | 53.226                      | 55,10 | 10.768                         | 12,42  | 5     |       |
| Partito della Rifondazione Comunista | Mario De Biase ✔️ Sindaco   | 53.226                      | 55,10 | 5.789                          | 6,68   | 3     |       |
| Federazione dei Verdi                | Mario De Biase ✔️ Sindaco   | 53.226                      | 55,10 | 3.345                          | 3,86   | 1     |       |
| Socialisti Democratici Italiani      | Mario De Biase ✔️ Sindaco   | 53.226                      | 55,10 | 2.409                          | 2,78   | 1     |       |
|                                      | Aniello Salzano             | 31.063                      | 32,16 | Forza Italia                   | 15.136 | 17,46 | 8     |
| Alleanza Nazionale                   | Aniello Salzano             | 31.063                      | 32,16 | 6.143                          | 7,09   | 3     |       |
| CCD - CDU                            | Aniello Salzano             | 31.063                      | 32,16 | 4.084                          | 4,71   | 2     |       |
| Partito Democratico Cristiano        | Aniello Salzano             | 31.063                      | 32,16 | 1.594                          | 1,84   | -     |       |
| Seggio al candidato sindaco          | Seggio al candidato sindaco | Seggio al candidato sindaco | 32,16 | 1                              |        |       |       |
|                                      | Romano Ciccone              | 4.520                       | 4,68  | Democrazia Europea             | 4.393  | 5,07  | 2     |
|                                      | Mario Borrelli              | 2.515                       | 2,60  | Lista civica                   | 2.342  | 2,70  | -     |
|                                      | Vincenzo Giordano           | 2.111                       | 2,19  | Nuovo PSI                      | 2.025  | 2,34  | -     |
|                                      | Carlo Pirfo                 | 1.075                       | 1,11  | Fiamma Tricolore               | 1.044  | 1,20  | -     |
|                                      | Emiddio Gallo               | 819                         | 0,85  | Partito dei Comunisti Italiani | 754    | 0,87  | -     |
|                                      | Gaetano De Simone           | 659                         | 0,68  | Il Porto                       | 533    | 0,61  | -     |
|                                      | Maurizio Provenza           | 612                         | 0,63  | Lista Emma Bonino              | 503    | 0,58  | -     |
| Totale                               | Totale                      | 96.600                      |       |                                | 86.668 |       | 40    |

### Calabria

#### Catanzaro
|                                | Sergio Abramo ✔️ Sindaco | 42 379               | 71,44 | Forza Italia                         | 11 725 | 20,73 | 9  |  |  |
| Alleanza Nazionale             | Sergio Abramo ✔️ Sindaco | 42 379               | 71,44 | 9 574                                | 16,93  | 7     |    |  |  |
| Cristiani Democratici Uniti    | Sergio Abramo ✔️ Sindaco | 42 379               | 71,44 | 6 510                                | 11,51  | 5     |    |  |  |
| Centro Cristiano Democratico   | Sergio Abramo ✔️ Sindaco | 42 379               | 71,44 | 6 006                                | 10,62  | 5     |    |  |  |
| Nuovo PSI                      | Sergio Abramo ✔️ Sindaco | 42 379               | 71,44 | 6 001                                | 10,61  | 5     |    |  |  |
|                                | Michelino Lanzo          | 11 226               | 18,92 | La Margherita                        | 5 548  | 9,81  | 4  |  |  |
| Democratici di Sinistra        | Michelino Lanzo          | 11 226               | 18,92 | 4 801                                | 8,49   | 3     |    |  |  |
| Partito dei Comunisti Italiani | Michelino Lanzo          | 11 226               | 18,92 | 505                                  | 0,89   | –     |    |  |  |
| Seggio di coalizione           | Seggio di coalizione     | Seggio di coalizione | 18,92 | 1                                    |        |       |    |  |  |
|                                | Vincenzo Speziali        | 2 288                | 3,86  | Democrazia Europea                   | 2 257  | 3,99  | –  |  |  |
| Liberalitalia                  | Vincenzo Speziali        | 2 288                | 3,86  | 244                                  | 0,43   | –     |    |  |  |
| Seggio di coalizione           | Seggio di coalizione     | Seggio di coalizione | 3,86  | 1                                    |        |       |    |  |  |
|                                | Carlo Alberto Leone      | 1 760                | 2,97  | Partito della Rifondazione Comunista | 1 325  | 2,34  | –  |  |  |
|                                | Angelo Polimeni          | 1 013                | 1,71  | Italia dei Valori                    | 918    | 1,62  | –  |  |  |
|                                | Saverio Ubaldo Rotundo   | 654                  | 1,10  | Partito Democratico Cristiano        | 1 145  | 2,02  | –  |  |  |
| Totale                         | Totale                   | 59 320               | 100   |                                      | 56 559 | 100   | 40 |  |  |
|                                |                          |                      |       |                                      |        |       |    |  |  |
| Fonte: Ministero dell'interno  |                          |                      |       |                                      |        |       |    |  |  |

#### Crotone
|                                      | Pasquale Senatore ✔️ Sindaco | 23 580               | 66,44 | Alleanza Nazionale      | 6 718  | 20,35 | 9  |  |  |
| Forza Italia                         | Pasquale Senatore ✔️ Sindaco | 23 580               | 66,44 | 4 578                   | 13,87  | 6     |    |  |  |
| Cristiani Democratici Uniti          | Pasquale Senatore ✔️ Sindaco | 23 580               | 66,44 | 4 033                   | 12,22  | 5     |    |  |  |
| Centro Cristiano Democratico         | Pasquale Senatore ✔️ Sindaco | 23 580               | 66,44 | 2 694                   | 8,16   | 3     |    |  |  |
| Progetto Crotone                     | Pasquale Senatore ✔️ Sindaco | 23 580               | 66,44 | 2 350                   | 7,12   | 3     |    |  |  |
|                                      | Gaetano Grillo               | 10 530               | 29,67 | Democratici di Sinistra | 4 569  | 13,84 | 7  |  |  |
| Partito Popolare Italiano            | Gaetano Grillo               | 10 530               | 29,67 | 1 456                   | 4,41   | 2     |    |  |  |
| Federazione dei Verdi                | Gaetano Grillo               | 10 530               | 29,67 | 1 102                   | 3,34   | 1     |    |  |  |
| UDEUR                                | Gaetano Grillo               | 10 530               | 29,67 | 1 074                   | 3,25   | 1     |    |  |  |
| Partito della Rifondazione Comunista | Gaetano Grillo               | 10 530               | 29,67 | 866                     | 2,62   | 1     |    |  |  |
| Socialisti Democratici Italiani      | Gaetano Grillo               | 10 530               | 29,67 | 710                     | 2,15   | 1     |    |  |  |
| Partito dei Comunisti Italiani       | Gaetano Grillo               | 10 530               | 29,67 | 608                     | 1,84   | –     |    |  |  |
| Socialdemocratici                    | Gaetano Grillo               | 10 530               | 29,67 | 543                     | 1,64   | –     |    |  |  |
| Seggio di coalizione                 | Seggio di coalizione         | Seggio di coalizione | 29,67 | 1                       |        |       |    |  |  |
|                                      | Vittorio Emanuele Esposito   | 734                  | 2,07  | Nuovo PSI               | 786    | 2,38  | –  |  |  |
|                                      | Giuseppe Facchinetti         | 645                  | 1,82  | Democrazia Europea      | 925    | 2,80  | –  |  |  |
| Totale                               | Totale                       | 35 489               | 100   |                         | 33 012 | 100   | 40 |  |  |
|                                      |                              |                      |       |                         |        |       |    |  |  |
| Fonte: Ministero dell'interno        |                              |                      |       |                         |        |       |    |  |  |

#### Reggio Calabria
|                                      | Italo Falcomatà      | 60 745               | 57,10 | Democratici di Sinistra | 14 383 | 14,74 | 7  |  |  |
| Partito Popolare Italiano            | Italo Falcomatà      | 60 745               | 57,10 | 13 802                  | 14,14  | 7     |    |  |  |
| Uniti per la Città                   | Italo Falcomatà      | 60 745               | 57,10 | 5 326                   | 5,46   | 2     |    |  |  |
| I Democratici - RI                   | Italo Falcomatà      | 60 745               | 57,10 | 4 882                   | 5,00   | 2     |    |  |  |
| Socialisti Democratici Italiani      | Italo Falcomatà      | 60 745               | 57,10 | 3 850                   | 3,95   | 2     |    |  |  |
| UDEUR                                | Italo Falcomatà      | 60 745               | 57,10 | 3 639                   | 3,73   | 2     |    |  |  |
| Partito della Rifondazione Comunista | Italo Falcomatà      | 60 745               | 57,10 | 3 419                   | 3,50   | 1     |    |  |  |
| Partito dei Comunisti Italiani       | Italo Falcomatà      | 60 745               | 57,10 | 1 969                   | 2,02   | 1     |    |  |  |
| Movimento Repubblicani Europei       | Italo Falcomatà      | 60 745               | 57,10 | 789                     | 0,81   | –     |    |  |  |
|                                      | Antonio Franco       | 39 415               | 37,05 | Forza Italia            | 12 809 | 13,13 | 5  |  |  |
| Alleanza Nazionale                   | Antonio Franco       | 39 415               | 37,05 | 11 598                  | 11,89  | 5     |    |  |  |
| CCD - CDU                            | Antonio Franco       | 39 415               | 37,05 | 8 144                   | 8,35   | 3     |    |  |  |
| Nuovo PSI                            | Antonio Franco       | 39 415               | 37,05 | 4 019                   | 4,12   | 1     |    |  |  |
| Partito Repubblicano Italiano        | Antonio Franco       | 39 415               | 37,05 | 1 524                   | 1,56   | –     |    |  |  |
| Movimento Sociale Fiamma Tricolore   | Antonio Franco       | 39 415               | 37,05 | 681                     | 0,70   | –     |    |  |  |
| Seggio di coalizione                 | Seggio di coalizione | Seggio di coalizione | 37,05 | 1                       |        |       |    |  |  |
|                                      | Lucio Dattilo        | 3 415                | 3,21  | Democrazia Europea      | 4 132  | 4,23  | –  |  |  |
| Seggio di coalizione                 | Seggio di coalizione | Seggio di coalizione | 3,21  | 1                       |        |       |    |  |  |
|                                      | Giuseppe Nucera      | 1 517                | 1,43  | Forza Reggio            | 1 628  | 1,67  | –  |  |  |
|                                      | Angelo Albanese      | 823                  | 0,77  | Reggio Libera           | 585    | 0,60  | –  |  |  |
|                                      | Claudio Caminiti     | 470                  | 0,44  | Italia dei Valori       | 399    | 0,41  | –  |  |  |
| Totale                               | Totale               | 106 385              | 100   |                         | 97 578 | 100   | 40 |  |  |
|                                      |                      |                      |       |                         |        |       |    |  |  |
| Fonte: Ministero dell'interno        |                      |                      |       |                         |        |       |    |  |  |

### Sicilia

#### Agrigento
|                                      | Aldo Piazza ✔️ Sindaco | 25 654 | 76,00 | Forza Italia              | 7 878  | 24,34 | 9  |  |  |
| Centro Cristiano Democratico         | Aldo Piazza ✔️ Sindaco | 25 654 | 76,00 | 5 248                     | 16,22  | 5     |    |  |  |
| Cristiani Democratici Uniti          | Aldo Piazza ✔️ Sindaco | 25 654 | 76,00 | 3 595                     | 11,11  | 4     |    |  |  |
| Alleanza Nazionale                   | Aldo Piazza ✔️ Sindaco | 25 654 | 76,00 | 3 087                     | 9,54   | 3     |    |  |  |
| Nuovo PSI                            | Aldo Piazza ✔️ Sindaco | 25 654 | 76,00 | 2 413                     | 7,46   | 2     |    |  |  |
| Democrazia Europea                   | Aldo Piazza ✔️ Sindaco | 25 654 | 76,00 | 2 337                     | 7,22   | 2     |    |  |  |
| Partito Repubblicano Italiano        | Aldo Piazza ✔️ Sindaco | 25 654 | 76,00 | 1 701                     | 5,26   | 1     |    |  |  |
| Nuova Sicilia                        | Aldo Piazza ✔️ Sindaco | 25 654 | 76,00 | 673                       | 2,08   | –     |    |  |  |
| Volare Alto                          | Aldo Piazza ✔️ Sindaco | 25 654 | 76,00 | 348                       | 1,08   | –     |    |  |  |
|                                      | Diego Galluzzo         | 7 139  | 21,15 | La Margherita             | 1 958  | 6,05  | 2  |  |  |
| Democratici di Sinistra - PdCI - FdV | Diego Galluzzo         | 7 139  | 21,15 | 1 423                     | 4,40   | 1     |    |  |  |
| Partito della Rifondazione Comunista | Diego Galluzzo         | 7 139  | 21,15 | 1 218                     | 3,76   | 1     |    |  |  |
|                                      | Carmelo Picarella      | 962    | 2,85  | Repubblicani con La Malfa | 486    | 1,50  | –  |  |  |
| Totale                               | Totale                 | 33 755 | 100   |                           | 32 365 | 100   | 30 |  |  |
|                                      |                        |        |       |                           |        |       |    |  |  |
| Fonte: Ministero dell'interno        |                        |        |       |                           |        |       |    |  |  |

#### Palermo
|                                      | Diego Cammarata ✔️ Sindaco | 194 383 | 56,07 | Forza Italia                  | 78 439  | 24,69 | 14 |  |  |
| Cristiani Democratici Uniti          | Diego Cammarata ✔️ Sindaco | 194 383 | 56,07 | 40 862                        | 12,86   | 7     |    |  |  |
| Alleanza Nazionale                   | Diego Cammarata ✔️ Sindaco | 194 383 | 56,07 | 19 181                        | 6,04    | 3     |    |  |  |
| Nuova Sicilia                        | Diego Cammarata ✔️ Sindaco | 194 383 | 56,07 | 16 938                        | 5,33    | 3     |    |  |  |
| Azzurri per le Libertà               | Diego Cammarata ✔️ Sindaco | 194 383 | 56,07 | 13 451                        | 4,23    | 2     |    |  |  |
| Centro Cristiano Democratico         | Diego Cammarata ✔️ Sindaco | 194 383 | 56,07 | 13 362                        | 4,21    | 2     |    |  |  |
| Biancofiore - Democrazia Europea     | Diego Cammarata ✔️ Sindaco | 194 383 | 56,07 | 13 027                        | 4,10    | 2     |    |  |  |
| Partito Repubblicano Italiano        | Diego Cammarata ✔️ Sindaco | 194 383 | 56,07 | 3 580                         | 1,13    | –     |    |  |  |
| Vita Nuova                           | Diego Cammarata ✔️ Sindaco | 194 383 | 56,07 | 704                           | 0,22    | –     |    |  |  |
|                                      | Francesco Crescimanno      | 80 994  | 23,36 | Per Palermo (DS - SDI - PdCI) | 20 313  | 6,39  | 4  |  |  |
| La Margherita                        | Francesco Crescimanno      | 80 994  | 23,36 | 19 399                        | 6,11    | 3     |    |  |  |
| Partito della Rifondazione Comunista | Francesco Crescimanno      | 80 994  | 23,36 | 11 159                        | 3,51    | 2     |    |  |  |
| Primavera Siciliana                  | Francesco Crescimanno      | 80 994  | 23,36 | 8 539                         | 2,69    | 1     |    |  |  |
| Federazione dei Verdi                | Francesco Crescimanno      | 80 994  | 23,36 | 4 019                         | 1,27    | –     |    |  |  |
| Italia dei Valori                    | Francesco Crescimanno      | 80 994  | 23,36 | 1 842                         | 0,58    | –     |    |  |  |
|                                      | Francesco Musotto          | 63 110  | 18,20 | Musotto Sindaco               | 34 334  | 10,81 | 6  |  |  |
| Palermo Viva                         | Francesco Musotto          | 63 110  | 18,20 | 7 668                         | 2,41    | –     |    |  |  |
| Socialisti Radicali                  | Francesco Musotto          | 63 110  | 18,20 | 4 552                         | 1,43    | –     |    |  |  |
|                                      | Carmine Mancuso            | 6 809   | 1,96  | Città Mia                     | 5 256   | 1,65  | –  |  |  |
|                                      | Roberto Miranda            | 1 344   | 0,39  | Movimento Idea Sociale        | 1 066   | 0,34  | –  |  |  |
| Totale                               | Totale                     | 346 677 | 100   |                               | 317 691 | 100   | 50 |  |  |
|                                      |                            |         |       |                               |         |       |    |  |  |
| Fonte: Ministero dell'interno        |                            |         |       |                               |         |       |    |  |  |

#### Trapani
|                                      | Girolamo Fazio ✔️ Sindaco | 24 029 | 60,12 | Forza Italia            | 6 811  | 17,51 | 6  |  |  |
| Centro Cristiano Democratico         | Girolamo Fazio ✔️ Sindaco | 24 029 | 60,12 | 4 770                   | 12,27  | 4     |    |  |  |
| Nuova Sicilia                        | Girolamo Fazio ✔️ Sindaco | 24 029 | 60,12 | 4 275                   | 10,99  | 4     |    |  |  |
| Biancofiore                          | Girolamo Fazio ✔️ Sindaco | 24 029 | 60,12 | 3 121                   | 8,03   | 2     |    |  |  |
| Alleanza Nazionale                   | Girolamo Fazio ✔️ Sindaco | 24 029 | 60,12 | 2 756                   | 7,09   | 2     |    |  |  |
| Cristiani Democratici Uniti          | Girolamo Fazio ✔️ Sindaco | 24 029 | 60,12 | 2 566                   | 6,60   | 2     |    |  |  |
| Nuovo PSI                            | Girolamo Fazio ✔️ Sindaco | 24 029 | 60,12 | 1 330                   | 3,42   | 1     |    |  |  |
| Partito Repubblicano Italiano        | Girolamo Fazio ✔️ Sindaco | 24 029 | 60,12 | 1 066                   | 2,74   | –     |    |  |  |
|                                      | Vito Corte                | 14 837 | 37,12 | Corte Sindaco           | 3 508  | 9,02  | 3  |  |  |
| La Margherita                        | Vito Corte                | 14 837 | 37,12 | 2 651                   | 6,82   | 3     |    |  |  |
| Democratici di Sinistra - FdV        | Vito Corte                | 14 837 | 37,12 | 2 566                   | 6,60   | 2     |    |  |  |
| Italia dei Valori - SDI              | Vito Corte                | 14 837 | 37,12 | 1 029                   | 2,65   | 1     |    |  |  |
| Trapani per il Centro                | Vito Corte                | 14 837 | 37,12 | 848                     | 2,18   | –     |    |  |  |
| Città Futura                         | Vito Corte                | 14 837 | 37,12 | 793                     | 2,04   | –     |    |  |  |
| Partito della Rifondazione Comunista | Vito Corte                | 14 837 | 37,12 | 353                     | 0,91   | –     |    |  |  |
|                                      | Girolamo Auguagliaro      | 638    | 1,60  | Radicali per le Libertà | 220    | 0,57  | –  |  |  |
|                                      | Antonino Maisano          | 465    | 1,16  | Federalisti Siciliani   | 236    | 0,61  | –  |  |  |
| Totale                               | Totale                    | 39 969 | 100   |                         | 38 889 | 100   | 30 |  |  |
|                                      |                           |        |       |                         |        |       |    |  |  |
| Fonte: Ministero dell'interno        |                           |        |       |                         |        |       |    |  |  |

### Sardegna

#### Cagliari
|                                      | Emilio Floris ✔️ Sindaco | 63 076               | 56,93 | Forza Italia                | 26 833 | 28,43 | 14 |  |  |
| Alleanza Nazionale                   | Emilio Floris ✔️ Sindaco | 63 076               | 56,93 | 9 328                       | 9,88   | 4     |    |  |  |
| CCD - CDU                            | Emilio Floris ✔️ Sindaco | 63 076               | 56,93 | 7 405                       | 7,85   | 3     |    |  |  |
| Riformatori Sardi                    | Emilio Floris ✔️ Sindaco | 63 076               | 56,93 | 5 774                       | 6,12   | 3     |    |  |  |
| Unione Democratica per la Repubblica | Emilio Floris ✔️ Sindaco | 63 076               | 56,93 | 5 615                       | 5,95   | 2     |    |  |  |
| Sarditas - PRI                       | Emilio Floris ✔️ Sindaco | 63 076               | 56,93 | 1 898                       | 2,01   | –     |    |  |  |
| Partito del Popolo Sardo             | Emilio Floris ✔️ Sindaco | 63 076               | 56,93 | 1 124                       | 1,19   | –     |    |  |  |
| Nuovo PSI                            | Emilio Floris ✔️ Sindaco | 63 076               | 56,93 | 932                         | 0,99   | –     |    |  |  |
|                                      | Pasquale Mistretta       | 38 297               | 34,57 | La Margherita               | 10 290 | 10,90 | 5  |  |  |
| Democratici di Sinistra              | Pasquale Mistretta       | 38 297               | 34,57 | 10 190                      | 10,80  | 4     |    |  |  |
| Socialisti Democratici Italiani      | Pasquale Mistretta       | 38 297               | 34,57 | 3 099                       | 3,28   | 1     |    |  |  |
| Partito della Rifondazione Comunista | Pasquale Mistretta       | 38 297               | 34,57 | 2 692                       | 2,85   | 1     |    |  |  |
| Partito Sardo d'Azione               | Pasquale Mistretta       | 38 297               | 34,57 | 1 963                       | 2,08   | 1     |    |  |  |
| Partito dei Comunisti Italiani       | Pasquale Mistretta       | 38 297               | 34,57 | 1 254                       | 1,33   | –     |    |  |  |
| Seggio di coalizione                 | Seggio di coalizione     | Seggio di coalizione | 34,57 | 1                           |        |       |    |  |  |
|                                      | Gianni Loy               | 7 760                | 7,00  | Federazione dei Verdi       | 1 606  | 1,70  | –  |  |  |
| Per Cagliari                         | Gianni Loy               | 7 760                | 7,00  | 1 546                       | 1,64   | –     |    |  |  |
| Italia dei Valori                    | Gianni Loy               | 7 760                | 7,00  | 1 324                       | 1,40   | –     |    |  |  |
| Seggio di coalizione                 | Seggio di coalizione     | Seggio di coalizione | 7,00  | 1                           |        |       |    |  |  |
|                                      | Vittorio Randazzo        | 1 664                | 1,50  | Democratici Cristiani Sardi | 1 504  | 1,59  | –  |  |  |
| Totale                               | Totale                   | 110 797              | 100   |                             | 94 377 | 100   | 40 |  |  |
|                                      |                          |                      |       |                             |        |       |    |  |  |
| Fonte: Ministero dell'interno        |                          |                      |       |                             |        |       |    |  |  |

## Elezioni provinciali
Sono di seguito indicati i risultati ufficiali, parzialmente diversi da quelli inizialmente divulgati dallo stesso ministero dell'interno.

### Lombardia

#### Provincia di Mantova
| Candidati                                           | Candidati                                  | Voti                           | %     | Liste                                    | Voti    | %     | Seggi |
| --------------------------------------------------- | ------------------------------------------ | ------------------------------ | ----- | ---------------------------------------- | ------- | ----- | ----- |
|                                                     | Stefania Concordati Accede al ballottaggio | 117.921                        | 46,54 | Forza Italia                             | 57.382  | 24,92 | 7     |
| Alleanza Nazionale                                  | Stefania Concordati Accede al ballottaggio | 117.921                        | 46,54 | 21.202                                   | 9,21    | 2     |       |
| Lega Nord                                           | Stefania Concordati Accede al ballottaggio | 117.921                        | 46,54 | 20.483                                   | 8,89    | 2     |       |
| CCD - CDU                                           | Stefania Concordati Accede al ballottaggio | 117.921                        | 46,54 | 7.714                                    | 3,35    | -     |       |
| Partito Pensionati                                  | Stefania Concordati Accede al ballottaggio | 117.921                        | 46,54 | 2.482                                    | 1,08    | -     |       |
| Seggio al candidato presidente                      | Seggio al candidato presidente             | Seggio al candidato presidente | 46,54 | 1                                        |         |       |       |
|                                                     | Maurizio Fontanili Accede al ballottaggio  | 116.388                        | 45,93 | Democratici di Sinistra                  | 56.541  | 24,55 | 11    |
| Insieme per Mantova nel Centro Sinistra (PPI - IdV) | Maurizio Fontanili Accede al ballottaggio  | 116.388                        | 45,93 | 16.248                                   | 7,06    | 3     |       |
| Partito della Rifondazione Comunista                | Maurizio Fontanili Accede al ballottaggio  | 116.388                        | 45,93 | 12.461                                   | 5,41    | 2     |       |
| Federazione dei Verdi                               | Maurizio Fontanili Accede al ballottaggio  | 116.388                        | 45,93 | 7.221                                    | 3,14    | 1     |       |
| Partito dei Comunisti Italiani                      | Maurizio Fontanili Accede al ballottaggio  | 116.388                        | 45,93 | 5.755                                    | 2,50    | 1     |       |
| Riformisti per Mantova (I Democratici - SDI)        | Maurizio Fontanili Accede al ballottaggio  | 116.388                        | 45,93 | 4.650                                    | 2,02    | -     |       |
|                                                     | Eva Rossi                                  | 6.355                          | 2,51  | Lega per l'Autonomia - Alleanza Lombarda | 3.187   | 1,38  | -     |
| Lega Pensionati                                     | Eva Rossi                                  | 6.355                          | 2,51  | 2.858                                    | 1,24    | -     |       |
|                                                     | Mario Beltrami                             | 5.788                          | 2,28  | Democrazia Europea                       | 5.353   | 2,32  | -     |
|                                                     | Renato Grecchi                             | 4.438                          | 1,75  | Nuovo PSI                                | 4.389   | 1,91  | -     |
|                                                     | Antonio Caramaschi                         | 2.508                          | 0,99  | Fiamma Tricolore                         | 2.363   | 1,03  | -     |
| Totale                                              | Totale                                     | 253.398                        |       |                                          | 230.289 |       | 30    |

Ballottaggio
| Candidati | Candidati                        | Voti   | %      |
| --------- | -------------------------------- | ------ | ------ |
|           | Maurizio Fontanili ✔️ Presidente | 99.936 | 51,45  |
|           | Stefania Concordati              | 94.309 | 48,55  |
| Totale    | Totale                           |        | 100,00 |

#### Provincia di Pavia
| Candidati                       | Candidati                      | Voti                           | %     | Liste                                | Voti    | %     | Seggi |
| ------------------------------- | ------------------------------ | ------------------------------ | ----- | ------------------------------------ | ------- | ----- | ----- |
|                                 | Silvio Beretta ✔️ Presidente   | 189.698                        | 56,48 | Forza Italia                         | 112.061 | 36,25 | 12    |
| Alleanza Nazionale              | Silvio Beretta ✔️ Presidente   | 189.698                        | 56,48 | 27.009                               | 8,74    | 3     |       |
| Lega Nord                       | Silvio Beretta ✔️ Presidente   | 189.698                        | 56,48 | 25.306                               | 8,19    | 2     |       |
| CCD - CDU                       | Silvio Beretta ✔️ Presidente   | 189.698                        | 56,48 | 9.212                                | 2,98    | 1     |       |
| Partito Repubblicano Italiano   | Silvio Beretta ✔️ Presidente   | 189.698                        | 56,48 | 2.358                                | 0,76    | -     |       |
|                                 | Maurizio Visponetti            | 100.895                        | 30,04 | Democratici di Sinistra              | 49.575  | 16,04 | 6     |
| La Margherita                   | Maurizio Visponetti            | 100.895                        | 30,04 | 19.621                               | 6,35    | 2     |       |
| Federazione dei Verdi           | Maurizio Visponetti            | 100.895                        | 30,04 | 8.282                                | 2,68    | 1     |       |
| Partito dei Comunisti Italiani  | Maurizio Visponetti            | 100.895                        | 30,04 | 7.794                                | 2,52    | -     |       |
| Socialisti Democratici Italiani | Maurizio Visponetti            | 100.895                        | 30,04 | 4.939                                | 1,60    | -     |       |
| Seggio al candidato presidente  | Seggio al candidato presidente | Seggio al candidato presidente | 30,04 | 1                                    |         |       |       |
|                                 | Roberto Moia                   | 19.934                         | 5,93  | Partito della Rifondazione Comunista | 18.919  | 6,12  | 1     |
|                                 | Flavia Francesca Fulvio        | 12.858                         | 3,83  | Italia dei Valori                    | 12.342  | 3,99  | 1     |
|                                 | Giancarlo Magenta Biasina      | 4.916                          | 1,46  | Nuovo PSI                            | 4.720   | 1,53  | -     |
|                                 | Giancarlo Ranzini              | 4.698                          | 1,40  | Democrazia Europea                   | 4.454   | 1,44  | -     |
|                                 | Sandro Masiero                 | 1.854                          | 0,55  | Forza Nuova                          | 1.640   | 0,53  | -     |
|                                 | Giuseppe Carlo Pomati          | 1.037                          | 0,31  | Lista Pomati                         | 934     | 0,30  | -     |
| Totale                          | Totale                         | 335.890                        |       |                                      | 309.166 |       | 30    |

### Friuli-Venezia Giulia

#### Provincia di Gorizia
| Candidati                            | Candidati                       | Voti                           | %     | Liste              | Voti   | %     | Seggi |
| ------------------------------------ | ------------------------------- | ------------------------------ | ----- | ------------------ | ------ | ----- | ----- |
|                                      | Giorgio Brandolin ✔️ Presidente | 39.016                         | 52,16 | L'Ulivo            | 22.523 | 39,66 | 12    |
| Partito della Rifondazione Comunista | Giorgio Brandolin ✔️ Presidente | 39.016                         | 52,16 | 4.773              | 8,40   | 2     |       |
|                                      | Gianfranco Di Bert              | 28.609                         | 38,24 | Forza Italia       | 12.615 | 22,21 | 5     |
| Alleanza Nazionale                   | Gianfranco Di Bert              | 28.609                         | 38,24 | 5.293              | 9,32   | 2     |       |
| CCD - CDU                            | Gianfranco Di Bert              | 28.609                         | 38,24 | 2.849              | 5,02   | 1     |       |
| Lega Nord                            | Gianfranco Di Bert              | 28.609                         | 38,24 | 2.814              | 4,95   | 1     |       |
| Seggio al candidato presidente       | Seggio al candidato presidente  | Seggio al candidato presidente | 38,24 | 1                  |        |       |       |
|                                      | Roberto Grion                   | 2.645                          | 3,54  | Democrazia Europea | 2.102  | 3,70  | -     |
|                                      | Sergio Cosma                    | 1.933                          | 2,58  | Fiamma Tricolore   | 1.447  | 2,55  | -     |
|                                      | Oscar Limpido                   | 1.722                          | 2,30  | Italia dei Valori  | 1.649  | 2,90  | -     |
|                                      | Attilio Gerometta               | 882                            | 1,18  | Isonzo             | 729    | 1,28  | -     |
| Totale                               | Totale                          | 74.807                         |       |                    | 56.794 |       | 24    |

Fonti: Candidati - Liste - Seggi

#### Provincia di Trieste
| Candidati                      | Candidati                                | Voti                           | %     | Liste                                | Voti   | %     | Seggi |
| ------------------------------ | ---------------------------------------- | ------------------------------ | ----- | ------------------------------------ | ------ | ----- | ----- |
|                                | Fabio Scoccimarro Accede al ballottaggio | 65.719                         | 48,04 | Forza Italia - CCD - CDU             | 29.370 | 29,42 | 9     |
| Alleanza Nazionale             | Fabio Scoccimarro Accede al ballottaggio | 65.719                         | 48,04 | 16.709                               | 16,74  | 5     |       |
| Lega Nord                      | Fabio Scoccimarro Accede al ballottaggio | 65.719                         | 48,04 | 1.684                                | 1,69   | -     |       |
| Nuovo PSI                      | Fabio Scoccimarro Accede al ballottaggio | 65.719                         | 48,04 | 647                                  | 0,65   | -     |       |
|                                | Ettore Rosato Accede al ballottaggio     | 56.377                         | 41,21 | L'Ulivo                              | 21.703 | 21,74 | 5     |
| Con Illy                       | Ettore Rosato Accede al ballottaggio     | 56.377                         | 41,21 | 14.921                               | 14,95  | 3     |       |
| Federazione dei Verdi          | Ettore Rosato Accede al ballottaggio     | 56.377                         | 41,21 | 3.006                                | 3,01   | -     |       |
| Seggio al candidato presidente | Seggio al candidato presidente           | Seggio al candidato presidente | 41,21 | 1                                    |        |       |       |
|                                | Dennis Visioli                           | 6.084                          | 4,45  | Partito della Rifondazione Comunista | 5.302  | 5,31  | 1     |
|                                | Denis Zigante                            | 3.479                          | 2,54  | Fronte Giuliano                      | 1.925  | 1,93  | -     |
| Giulia Istria Dalmazia         | Denis Zigante                            | 3.479                          | 2,54  | 374                                  | 0,37   | -     |       |
|                                | Nicola Fiordigigli                       | 2.229                          | 1,63  | La Tua Trieste                       | 1.895  | 1,90  | -     |
|                                | Enrico Conte                             | 1.659                          | 1,21  | Italia dei Valori                    | 1.241  | 1,24  | -     |
|                                | Fiorenzo Zoccano                         | 1.264                          | 0,92  | Democrazia Europea                   | 1.056  | 1,06  | -     |
| Totale                         | Totale                                   | 136.811                        |       |                                      | 99.833 |       | 24    |

Ballottaggio
| Candidati | Candidati                       | Voti   | %      |
| --------- | ------------------------------- | ------ | ------ |
|           | Fabio Scoccimarro ✔️ Presidente | 62.877 | 51,77  |
|           | Ettore Rosato                   | 58.573 | 48,23  |
| Totale    | Totale                          |        | 100,00 |

Fonti: Candidati, primo turno - Liste - Secondo turno - Seggi

#### Provincia di Udine
| Candidati                            | Candidati                       | Voti                           | %     | Liste                                | Voti    | %     | Seggi |
| ------------------------------------ | ------------------------------- | ------------------------------ | ----- | ------------------------------------ | ------- | ----- | ----- |
|                                      | Marzio Strassoldo ✔️ Presidente | 133.673                        | 52,61 | Forza Italia                         | 53.113  | 24,42 | 9     |
| Alleanza Nazionale                   | Marzio Strassoldo ✔️ Presidente | 133.673                        | 52,61 | 28.121                               | 12,93   | 4     |       |
| Lega Nord - Unione Friuli            | Marzio Strassoldo ✔️ Presidente | 133.673                        | 52,61 | 24.526                               | 11,28   | 4     |       |
| CCD - CDU                            | Marzio Strassoldo ✔️ Presidente | 133.673                        | 52,61 | 11.542                               | 5,31    | 1     |       |
|                                      | Flavio Pressacco                | 92.893                         | 36,56 | Democratici di Sinistra              | 28.475  | 13,09 | 5     |
| Friulinsieme                         | Flavio Pressacco                | 92.893                         | 36,56 | 22.238                               | 10,22   | 4     |       |
| Laici Socialisti Autonomisti         | Flavio Pressacco                | 92.893                         | 36,56 | 9.963                                | 4,58    | 1     |       |
| Alleanza Verde                       | Flavio Pressacco                | 92.893                         | 36,56 | 6.598                                | 3,03    | 1     |       |
| Lista Pressacco                      | Flavio Pressacco                | 92.893                         | 36,56 | 4.777                                | 2,20    | -     |       |
| Partito dei Comunisti Italiani       | Flavio Pressacco                | 92.893                         | 36,56 | 3.878                                | 1,78    | -     |       |
| Seggio al candidato presidente       | Seggio al candidato presidente  | Seggio al candidato presidente | 36,56 | 1                                    |         |       |       |
|                                      | Alessandro Misdariis            | 8.214                          | 3,23  | Partito della Rifondazione Comunista | 7.576   | 3,48  | -     |
|                                      | Giovanni Petris                 | 7.579                          | 2,98  | Democrazia Europea                   | 4.487   | 2,06  | -     |
| Rinascita della Democrazia Cristiana | Giovanni Petris                 | 7.579                          | 2,98  | 1.718                                | 0,79    | -     |       |
|                                      | Alessandro Ponsiglione          | 5.424                          | 2,13  | Italia dei Valori                    | 5.088   | 2,34  | -     |
|                                      | Sergio Cragnolini               | 4.520                          | 1,78  | Fuarce Friul                         | 3.978   | 1,83  | -     |
|                                      | Ernesto Pezzetta                | 1.767                          | 0,70  | Partito Liberal Popolare             | 1.415   | 0,65  | -     |
| Totale                               | Totale                          | 254.070                        |       |                                      | 217.493 |       | 30    |

Fonti: Candidati - Liste - Seggi

### Liguria

#### Provincia di Imperia
| Candidati                      | Candidati                       | Voti                           | %     | Liste                                                     | Voti    | %     | Seggi |
| ------------------------------ | ------------------------------- | ------------------------------ | ----- | --------------------------------------------------------- | ------- | ----- | ----- |
|                                | Giovanni Giuliano ✔️ Presidente | 83.796                         | 60,77 | Forza Italia                                              | 50.274  | 39,54 | 12    |
| Alleanza Nazionale             | Giovanni Giuliano ✔️ Presidente | 83.796                         | 60,77 | 15.880                                                    | 12,49   | 3     |       |
| CCD - CDU                      | Giovanni Giuliano ✔️ Presidente | 83.796                         | 60,77 | 8.296                                                     | 6,52    | 1     |       |
| Lega Nord                      | Giovanni Giuliano ✔️ Presidente | 83.796                         | 60,77 | 6.005                                                     | 4,72    | 1     |       |
| Partito Repubblicano Italiano  | Giovanni Giuliano ✔️ Presidente | 83.796                         | 60,77 | 423                                                       | 0,33    | -     |       |
|                                | Bruna Rebaudo                   | 42.092                         | 30,53 | Democratici di Sinistra - Socialisti Democratici Italiani | 15.058  | 11,84 | 3     |
| La Margherita                  | Bruna Rebaudo                   | 42.092                         | 30,53 | 14.224                                                    | 11,19   | 3     |       |
| Federazione dei Verdi          | Bruna Rebaudo                   | 42.092                         | 30,53 | 3.236                                                     | 2,55    | -     |       |
| Partito dei Comunisti Italiani | Bruna Rebaudo                   | 42.092                         | 30,53 | 2.390                                                     | 1,88    | -     |       |
| Seggio al candidato presidente | Seggio al candidato presidente  | Seggio al candidato presidente | 30,53 | 1                                                         |         |       |       |
|                                | Anna Maria Panarello            | 4.793                          | 3,48  | Italia dei Valori                                         | 4.649   | 3,66  | -     |
|                                | Pasquale Indulgenza             | 4.607                          | 3,34  | Partito della Rifondazione Comunista                      | 4.503   | 3,54  | -     |
|                                | Giovanni Delfino                | 1.483                          | 1,08  | Fiamma Tricolore                                          | 1.275   | 1,00  | -     |
|                                | Gianni Andreotti                | 1.111                          | 0,81  | Forza Nuova                                               | 931     | 0,73  | -     |
| Totale                         | Totale                          | 137.882                        |       |                                                           | 127.144 |       | 24    |

### Emilia-Romagna

#### Provincia di Ravenna
| Candidati                            | Candidati                          | Voti                           | %     | Liste                   | Voti    | %     | Seggi |
| ------------------------------------ | ---------------------------------- | ------------------------------ | ----- | ----------------------- | ------- | ----- | ----- |
|                                      | Francesco Giangrandi ✔️ Presidente | 169.007                        | 65,18 | Democratici di Sinistra | 84.917  | 34,90 | 11    |
| La Margherita                        | Francesco Giangrandi ✔️ Presidente | 169.007                        | 65,18 | 37.666                  | 15,48   | 5     |       |
| Partito della Rifondazione Comunista | Francesco Giangrandi ✔️ Presidente | 169.007                        | 65,18 | 15.405                  | 6,33    | 2     |       |
| Partito Repubblicano Italiano        | Francesco Giangrandi ✔️ Presidente | 169.007                        | 65,18 | 9.136                   | 3,76    | 1     |       |
| Federazione dei Verdi                | Francesco Giangrandi ✔️ Presidente | 169.007                        | 65,18 | 7.610                   | 3,13    | 1     |       |
| Partito dei Comunisti Italiani       | Francesco Giangrandi ✔️ Presidente | 169.007                        | 65,18 | 4.322                   | 1,78    | -     |       |
|                                      | Mario Maldini                      | 81.591                         | 31,47 | Forza Italia            | 50.789  | 20,88 | 6     |
| Alleanza Nazionale                   | Mario Maldini                      | 81.591                         | 31,47 | 20.677                  | 8,50    | 2     |       |
| Lega Nord                            | Mario Maldini                      | 81.591                         | 31,47 | 4.745                   | 1,95    | -     |       |
| Seggio al candidato presidente       | Seggio al candidato presidente     | Seggio al candidato presidente | 31,47 | 1                       |         |       |       |
|                                      | Gianfranco Spadoni                 | 8.696                          | 3,35  | CCD - CDU               | 8.024   | 3,30  | 1     |
| Totale                               | Totale                             | 259.294                        |       |                         | 243.291 |       | 30    |

### Toscana

#### Provincia di Lucca
| Candidati                            | Candidati                                  | Voti                           | %     | Liste                   | Voti    | %     | Seggi |
| ------------------------------------ | ------------------------------------------ | ------------------------------ | ----- | ----------------------- | ------- | ----- | ----- |
|                                      | Andrea Tagliasacchi Accede al ballottaggio | 117.142                        | 47,14 | L'Ulivo                 | 57.796  | 25,51 | 12    |
| Democratici di Sinistra              | Andrea Tagliasacchi Accede al ballottaggio | 117.142                        | 47,14 | 23.125                  | 10,21   | 4     |       |
| Partito della Rifondazione Comunista | Andrea Tagliasacchi Accede al ballottaggio | 117.142                        | 47,14 | 12.288                  | 5,42    | 2     |       |
| Partito dei Comunisti Italiani       | Andrea Tagliasacchi Accede al ballottaggio | 117.142                        | 47,14 | 4.466                   | 1,97    | -     |       |
| Federazione dei Verdi                | Andrea Tagliasacchi Accede al ballottaggio | 117.142                        | 47,14 | 2.820                   | 1,24    | -     |       |
| Ambiente e Futuro                    | Andrea Tagliasacchi Accede al ballottaggio | 117.142                        | 47,14 | 1.434                   | 0,63    | -     |       |
|                                      | Giovanni Santini Accede al ballottaggio    | 113.906                        | 45,84 | Forza Italia            | 63.880  | 28,20 | 7     |
| Alleanza Nazionale                   | Giovanni Santini Accede al ballottaggio    | 113.906                        | 45,84 | 31.751                  | 14,02   | 3     |       |
| CCD - CDU                            | Giovanni Santini Accede al ballottaggio    | 113.906                        | 45,84 | 8.778                   | 3,88    | 1     |       |
| Nuovo PSI                            | Giovanni Santini Accede al ballottaggio    | 113.906                        | 45,84 | 2.159                   | 0,95    | -     |       |
| Lega Nord                            | Giovanni Santini Accede al ballottaggio    | 113.906                        | 45,84 | 1.661                   | 0,73    | -     |       |
| Seggio al candidato presidente       | Seggio al candidato presidente             | Seggio al candidato presidente | 45,84 | 1                       |         |       |       |
|                                      | Raffaella Dell'Immagine                    | 3.908                          | 1,57  | Italia dei Valori (A)   | 3.779   | 1,67  | -     |
|                                      | Giorgio Mura                               | 3.616                          | 1,46  | Democrazia Europea      | 3.338   | 1,47  | -     |
|                                      | Massimo Ignazio Bulckaen                   | 3.546                          | 1,43  | Lista Emma Bonino       | 3.237   | 1,43  | -     |
|                                      | Pietro Onesti                              | 3.384                          | 1,36  | Uniti per un Domani (B) | 3.153   | 1,39  | -     |
|                                      | Frediano Bacci                             | 1.610                          | 0,65  | Fiamma Tricolore        | 1.581   | 0,70  | -     |
|                                      | Valter Tarabella                           | 1.058                          | 0,43  | Comunismo               | 1.010   | 0,45  | -     |
|                                      | Massimo Bertolucci                         | 302                            | 0,12  | Partito Umanista        | 270     | 0,12  | -     |
| Totale                               | Totale                                     | 248.472                        |       |                         | 226.526 |       | 30    |

- La lista contrassegnata con la lettera A è apparentata al secondo turno con il candidato presidente Andrea Tagliasacchi.
- La lista contrassegnata con la lettera B è apparentata al secondo turno con il candidato presidente Giovanni Santini.

Ballottaggio
| Candidati | Candidati                         | Voti    | %      |
| --------- | --------------------------------- | ------- | ------ |
|           | Andrea Tagliasacchi ✔️ Presidente | 106.280 | 52,96  |
|           | Giovanni Santini                  | 94.385  | 47,04  |
| Totale    | Totale                            |         | 100,00 |

### Sicilia

#### Provincia di Ragusa
| Candidati                                                        | Candidati                   | Voti    | %     | Liste                                | Voti    | %     | Seggi |
| ---------------------------------------------------------------- | --------------------------- | ------- | ----- | ------------------------------------ | ------- | ----- | ----- |
|                                                                  | Franco Antoci ✔️ Presidente | 83.505  | 58,30 | Forza Italia                         | 32.859  | 24,22 | 6     |
| Centro Cristiano Democratico                                     | Franco Antoci ✔️ Presidente | 83.505  | 58,30 | 22.685                               | 16,72   | 4     |       |
| Alleanza Nazionale                                               | Franco Antoci ✔️ Presidente | 83.505  | 58,30 | 13.864                               | 10,22   | 2     |       |
| Cristiani Democratici Uniti                                      | Franco Antoci ✔️ Presidente | 83.505  | 58,30 | 12.111                               | 8,93    | 2     |       |
| Nuova Sicilia - Partito Repubblicano Italiano                    | Franco Antoci ✔️ Presidente | 83.505  | 58,30 | 2.779                                | 2,05    | 1     |       |
|                                                                  | Francesco Aiello            | 34.049  | 23,77 | Democratici di Sinistra              | 25.630  | 18,89 | 5     |
| Partito dei Comunisti Italiani - Socialisti Democratici Italiani | Francesco Aiello            | 34.049  | 23,77 | 2.187                                | 1,61    | -     |       |
| Italia dei Valori                                                | Francesco Aiello            | 34.049  | 23,77 | 1.349                                | 0,99    | -     |       |
|                                                                  | Carmelo Maria Ruta          | 18.585  | 12,97 | La Margherita                        | 15.051  | 11,09 | 3     |
|                                                                  | Salvatore Iannizzotto       | 2.971   | 2,07  | Partito della Rifondazione Comunista | 3.138   | 2,31  | 1     |
|                                                                  | Francesco Cilia             | 2.919   | 2,04  | Socialisti Iblei                     | 3.134   | 2,31  | 1     |
|                                                                  | Sebastiano Ventura          | 1.208   | 0,84  | Movimento Nazionale Agricoltori      | 906     | 0,67  | -     |
| Totale                                                           | Totale                      | 143.237 |       |                                      | 135.693 |       | 25    |

Fonti: Candidati - Liste